# باشگاه فوتبال استقلال تهران در فصل ۱۴۰۰–۱۳۹۹
باشگاه فوتبال استقلال تهران در فصل ۱۴۰۰–۱۳۹۹ هفتاد و پنجمین سال فعالیت تیم فوتبال استقلال تهران در فوتبال ایران و آسیا است. تیم استقلال در بیستمین دوره رقابت‌های لیگ برتر فوتبال ایران (جام خلیج فارس) شرکت می‌کند و نیز بیستمین سال متوالی فعالیت این تیم در این رقابت‌ها می‌باشد. همچنین در این فصل آبی‌های پایتخت در مسابقات جام حذفی و لیگ قهرمانان آسیا حضور دارند و به رقابت می‌پردازند.
این آخرین فصل استقلال در سده ۱۴ خورشیدی و نخستین فصل در سده ۱۵ خورشیدی است. این فصل به دلیل دنیاگیری کروناویروس در ایران و تأثیراتش بر فوتبال ایران با تأخیر نسبت به فصل‌های دیگر فوتبال ایران آغاز شد.
استقلال در حالی فصل را آغاز کرد که سرمربی و مدیرعامل نداشت و پیش‌فصل کوتاه اما پر حاشیه‌ای را پشت گذاشت و فصل را با نائب قهرمانی جام حذفی و سومی در لیگ به پایان رساند.

## پیش‌زمینه
استقلال در حالی این فصل را آغاز کرد که به دلیل دنیاگیری کروناویروس در ایران فوتبال ایران در فصل ۹۹–۱۳۹۸ چند ماه تعطیل بود و برگزاری مسابقات داخلی و بین‌المللی متوقف شده بود و به همین دلیل فصل جدید با تأخیر فراوان آغاز شد. استقلال در حالی به استقبال فصل جدید رفت که بعد از آخرین دیدار فصل قبل، مجید نامجو مطلق، مربی موقت استقلال، از این تیم جدا شد تا استقلال فصل را بدون مربی شروع کند. به دلیل محکومیت استقلال از سوی فیفا به دلیل عدم پرداخت بدهی به وینفرد شفر، مربی پیشین این تیم، پنجره نقل‌وانتقالاتی استقلال بسته شد و استقلال فصل را بدون امکان به ثبت رساندن قرارداد بازیکن‌های جدیدش آغاز کرد.

## نقل و انتقالات

### گسستگان

#### تابستان
عظیم گوک مدافع میانی استقلال که به شکل قرضی و برای گذراندن خدمت سربازی به مدت ۲ فصل به ملوان انزلی رفته بود به دلیل آنکه نتوانست پس از بازگشتش به استقلال به شکل ثابت در این تیم بازی کند با فسخ یک طرفه قراردادش در ۱۹ شهریور استقلال را ترک کرد تا نخستین جدا شده این فصل این تیم باشد. محسن کریمی مهاجم استقلال نیز در ۹ مهر به گل‌گهر سیرجان پیوست. روزبه چشمی مدافع ملی‌پوش استقلال دیگر بازیکنی بود که استقلال را ترک کرد. چشمی با وجود آنکه در انتهای فصل قبل قراردادش با استقلال را برای ۲ فصل دیگر تمدید کرده بود به تیم ام‌صلال قطر پیوست. علی دشتی هافبک استقلال که فصل قبل به این تیم پیوسته بود جدا شده بعدی استقلال بود. دشتی که فصل موفقی با استقلال سپری نکرده بود در حالی که از مدت‌ها قبل خواهان جدایی از استقلال بود در نهایت در ۲۲ مهر به ذوب‌آهن پیوست. محمد بلبلی، دیگر بازیکنی که تنها یک فصل پیش به استقلال پیوسته بود جدا شده بعدی این تیم نیز بود. بلبلی که مانند دشتی فصل قبل را بیشتر روی نیمکت سپری کرده بود در ۲۹ مهر با قرارداد قرضی یک ساله به نفت مسجدسلیمان پیوست.
در ۱۰ آبان میلاد زکی‌پور مدافع چپ چند فصل گذشته استقلال به دستور محمود فکری از تمرینات تیم کنار گذاشته شد و در اختیار باشگاه قرار گرفت تا بتواند تیم جدیدش را انتخاب کند. و در ۱۳ آبان به گل‌گهر پیوست. ۱۱ آبان علی کریمی ستاره فصل پیش استقلال این تیم را به مقصد القطر ترک کرد. امیرحسین کارگر، بازیکن جوان استقلال که از محصولات آکادمی استقلال نیز بود در ۱۴ آبان به تیم گل‌گهر پیوست. در روزهای پایانی آبان ماه و با نزدیک شدن به انتهای پنجره نقل و انتقالاتی چند بازیکن دیگر نیز از استقلال جدا شدند؛ حسین پورحمیدی دورازه‌بان نیمکت‌نشین فصل قبل استقلال که در روزهای پیشین قراردادش با استقلال را فسخ و سپس تمدید کرده بود در نهایت با توافق با مدیران استقلال در ۲۵ آبان به مدت یک سال از استقلال به صورت قرضی جدا شد و به آلومینیوم اراک پیوست. به این ترتیب استقلال در این فصل ۳ بازیکنش را تنها به تیم گل‌گهر داد.
زکریا مرادی بازیکن جوان استقلال نیز در ۲۷ آبان استقلال را ترک کرد و برای گذراندن خدمت سریازی به ملوان بندرانزلی رفت. آخرین بازین جدا شده از استقلال شاهین طاهرخانی بود که با وجود آنکه در ابتدای فصل قراردادش را با استقلال تمدید کرده بود در ۲۰ آبان قراردادش با استقلال را فسخ کرد و در ۲۸ آبان پس از آنکه خبرهایی مبنی بر پیوستنش به پرسپولیس به گوش می‌رسید در نهایت به تیم سابقش یعنی پیکان پیوست.
| جداشدگان تابستانی استقلال در فصل ۱۴۰۰–۱۳۹۹ | جداشدگان تابستانی استقلال در فصل ۱۴۰۰–۱۳۹۹ | جداشدگان تابستانی استقلال در فصل ۱۴۰۰–۱۳۹۹ | جداشدگان تابستانی استقلال در فصل ۱۴۰۰–۱۳۹۹ | جداشدگان تابستانی استقلال در فصل ۱۴۰۰–۱۳۹۹ | جداشدگان تابستانی استقلال در فصل ۱۴۰۰–۱۳۹۹ | جداشدگان تابستانی استقلال در فصل ۱۴۰۰–۱۳۹۹ | جداشدگان تابستانی استقلال در فصل ۱۴۰۰–۱۳۹۹ |
| نام                                        | پست                                        | سن                                         | به تیم                                     | مبلغ                                       | نوع انتقال                                 | تاریخ                                      | منبع                                       |
| ------------------------------------------ | ------------------------------------------ | ------------------------------------------ | ------------------------------------------ | ------------------------------------------ | ------------------------------------------ | ------------------------------------------ | ------------------------------------------ |
| عظیم گوک                                   | مدافع                                      | ۲۰                                         | مس کرمان                                   | نامشخص                                     | دائم                                       | ۱۹ شهریور ۱۳۹۹                             | [ ۱۷ ]                                     |
| محسن کریمی                                 | هافبک                                      | ۲۵                                         | گل‌گهر                                      | نامشخص                                     | دائم                                       | ۹ مهر ۱۳۹۹                                 | [ ۵ ]                                      |
| روزبه چشمی                                 | مدافع                                      | ۲۷                                         | ام‌صلال                                     | نامشخص                                     | دائم                                       | ۱۶ مهر ۱۳۹۹                                | [ ۶ ]                                      |
| علی دشتی                                   | هافبک                                      | ۲۶                                         | ذوب آهن                                    | نامشخص                                     | دائم                                       | ۲۲ مهر ۱۳۹۹                                | [ ۷ ]                                      |
| محمد بلبلی                                 | هافبک                                      | ۲۲                                         | نفت مسجدسلیمان                             | نامشخص                                     | قرضی                                       | ۲۹ مهر ۱۳۹۹                                | [ ۸ ]                                      |
| میلاد زکی‌پور                               | مدافع                                      | ۲۵                                         | گل گهر                                     | نامشخص                                     | دائم                                       | ۱۳ آبان ۱۳۹۹                               | [ ۱۰ ]                                     |
| علی کریمی                                  | هافبک                                      | ۲۶                                         | القطر                                      | نامشخص                                     | دائم                                       | ۱۱ آبان ۱۳۹۹                               | [ ۱۱ ]                                     |
| امیرحسین کارگر                             | مدافع                                      | ۲۱                                         | گل‌گهر                                      | نامشخص                                     | دائم                                       | ۱۴ آبان ۱۳۹۹                               | [ ۱۲ ]                                     |
| حسین پورحمیدی                              | دروازه‌بان                                  | ۲۲                                         | آلومینیوم اراک                             | نامشخص                                     | قرضی                                       | ۲۵ آبان ۱۳۹۹                               | [ ۱۳ ]                                     |
| زکریا مرادی                                | مدافع                                      | ۲۲                                         | ملوان انزلی                                | نامشخص                                     | قرضی                                       | ۲۶ آبان ۱۳۹۹                               | [ ۱۴ ]                                     |
| شاهین طاهرخانی                             | مدافع                                      | ۲۴                                         | پیکان                                      | نامشخص                                     | دائم                                       | ۲۸ آبان ۱۳۹۹                               | [ ۱۸ ]                                     |

#### زمستان
مرتضی تبریزی نخستین بازیکن جدا شده استقلال در فصل نقل و انتقالات زمستانی بود. تبریزی در ۲۰ دی به تیم گل‌گهر سیرجان پیوست. در ۹ اسفند و چند روز پیش از آغاز نیم‌فصل دوم لیگ برتر سجاد آقایی دیگر مهاجم استقلال بود که این تیم را به مقصد نساجی مازندران ترک کرد. رضا آذری بازیکن جوان استقلال در ۲۴ اسفند با قراردادی قرضی و به مدت چهار ماه به تیم ماشین‌سازی تبریز پیوست. فردین رابط مهاجم جوان استقلال دیگر بازیکنی بود که در زمستان از استقلال جدا شد. رابط در ۲۵ اسفند و به مدت نیم فصل استقلال را به مقصد نفت مسجدسلیمان ترک کرد. این انتقال قرضی بود. در ۲۷ اسفند سه بازیکن دیگر استقلال، محمدحسین فلاح، امیرحسین خدامرادی و محمدجواد به‌آفرین به ترتیب به ماشین‌سازی تبریز، صنعت نفت آبادان و چوکای تالش پیوستند. قراردادهای این بازیکنان همگی قرضی بودند. در همین روز فرشید باقری، هافبک استقلال پس از ۴ فصل حضور در ترکیب این تیم به حضورش در استقلال خاتمه داد.
| جداشدگان زمستانی استقلال در فصل ۱۴۰۰–۱۳۹۹ | جداشدگان زمستانی استقلال در فصل ۱۴۰۰–۱۳۹۹ | جداشدگان زمستانی استقلال در فصل ۱۴۰۰–۱۳۹۹ | جداشدگان زمستانی استقلال در فصل ۱۴۰۰–۱۳۹۹ | جداشدگان زمستانی استقلال در فصل ۱۴۰۰–۱۳۹۹ | جداشدگان زمستانی استقلال در فصل ۱۴۰۰–۱۳۹۹ | جداشدگان زمستانی استقلال در فصل ۱۴۰۰–۱۳۹۹ | جداشدگان زمستانی استقلال در فصل ۱۴۰۰–۱۳۹۹ |
| نام                                       | پست                                       | سن                                        | به تیم                                    | مبلغ                                      | نوع انتقال                                | تاریخ                                     | منبع                                      |
| ----------------------------------------- | ----------------------------------------- | ----------------------------------------- | ----------------------------------------- | ----------------------------------------- | ----------------------------------------- | ----------------------------------------- | ----------------------------------------- |
| مرتضی تبریزی                              | مهاجم                                     | ۳۰                                        | گل‌گهر                                     | نامشخص                                    | دائم                                      | ۲۰ دی ۱۳۹۹                                | [ ۱۹ ]                                    |
| سجاد آقایی                                | مهاجم                                     | ۲۱                                        | نساجی                                     | نامشخص                                    | قرضی                                      | ۲۶ آبان ۱۳۹۹                              | [ ۲۰ ]                                    |
| رضا آذری                                  | هافبک                                     | ۲۲                                        | ماشین‌سازی                                 | نامشخص                                    | قرضی                                      | ۲۴ اسفند ۱۳۹۹                             | [ ۲۵ ]                                    |
| فردین رابط                                | هافبک                                     |                                           | نفت مسجدسلیمان                            | نامشخص                                    | قرضی                                      | ۲۵ اسفند ۱۳۹۹                             | [ ۲۶ ]                                    |
| محمدحسین فلاح                             | مهاجم                                     |                                           | ماشین‌سازی                                 | نامشخص                                    | قرضی                                      | ۲۷ اسفند ۱۳۹۹                             | [ ۲۷ ]                                    |
| امیرحسین خدامرادی                         | هافبک                                     |                                           | صنعت‌نفت آبادان                            | نامشخص                                    | قرضی                                      | ۲۷ اسفند ۱۳۹۹                             | [ ۲۷ ]                                    |
| محمدجواد به‌آفرین                          | مدافع                                     | ۱۹                                        | چوکا تالش                                 | نامشخص                                    | قرضی                                      | ۲۷ اسفند ۱۳۹۹                             | [ ۲۷ ]                                    |
| فرشید باقری                               | هافبک                                     | ۲۸                                        | گل‌گهر                                     | نامشخص                                    | دائم                                      | ۲۷ اسفند ۱۳۹۹                             | [ ۲۴ ]                                    |

### پیوستگان

#### تابستان
نخستین خرید استقلال برای فصل جدید رشید مظاهری دروازه‌بان ملی‌پوش تیم تراکتور بود. مظاهری که قراردادش با تراکتور را فسخ کرده بود در ۱۶ شهریور با قراردادی ۲ ساله به استقلال پیوست. قرارداد و مظاهری برای استقلال حاشیه‌های زیادی داشت و مظاهری حتی در ۲۸ آبان یک بار دیگر با استقلال قرارداد بست. در ۱۸ شهریور متین کریم‌زاده وینگر و مدافع چپ تیم سقوط کرده پارس جنوبی جم با قراردادی ۳ ساله و بابک مرادی هافبک چپ تیم ماشین‌سازی تبریز با قراردادی ۲ ساله به استقلال پیوستند تا دومین و سومین خریدهای فصل استقلال نیز به این تیم بپیوندند. روز بعد و در ۱۹ شهریور احمد موسوی از گل‌گهر و با یک قرارداد ۲ ساه به استقلال پیوست. خریدهای استقلال ادامه داشت و در ۲۰ شهریور محمدحسین مرادمند نیز به استقلال آمد. مرادمند بازیکن پیشین شهرخودرو بود و قراردادش ۲ ساله بود.
در ۲۰ مهر و پس از انتخاب مربی جدید تیم، مهدی مهدی‌پور از ذوب آهن به استقلال پیوست. محمد نادری، مدافع تیم کورتریک که فصل قبل را به صورت قرضی در پرسپولیس گذرانده بود جدیدترین و آخرین خرید استقلال بود. نادری پیش از پیوستن به استقلال در ۲ آبان مذاکرات فراوانی با این تیم داشت و حتی با تیم سابقش، پرسپولیس، نیز مذاکراتی برای قرارداد بستن انجام داده بود اما در نهایت به استقلال پیوست. انتشار تصویر نادری و مدیر استقلال در هنگام ثبت قرارداد حاشیه‌هایی را برای استقلال و نادری و تیم پیشینش، کورتریک، ایجاد کرد اما در نهایت یک توافق ۳ جانبه بین استقلال و کورتریک و نادری به وجود آمد و نادری شخصاً پرداخت نیمی از رضایت‌نامه ۲۰۰ هزار دلاری‌اش را تقبل کرد. در ۱۴ آبان استقلال با ۳ بازیکن جدید به توافق رسید و قراردادهای ۵ ساله بست: میکائیل شیخی از پیکان، علیرضا خدابخشی از امید سایپا و محمدحسین فلاح از امید نیروی زمینی. سبحان خاقانی دیگر خرید جوان استقلال در ابتدای فصل بود. وی یک روز پس از نخستین بازی استقلال در لیگ و در ۱۸ آبان به این تیم پیوست. در همین روز که استقلال در تبریز موفق به کسب برد شد امین قاسمی‌نژاد با قراردادی دو سال و نیمه به جمع آبی‌پوشان پیوست.
| خریدهای تابستانی استقلال در فصل ۱۴۰۰–۱۳۹۹ | خریدهای تابستانی استقلال در فصل ۱۴۰۰–۱۳۹۹ | خریدهای تابستانی استقلال در فصل ۱۴۰۰–۱۳۹۹ | خریدهای تابستانی استقلال در فصل ۱۴۰۰–۱۳۹۹ | خریدهای تابستانی استقلال در فصل ۱۴۰۰–۱۳۹۹ | خریدهای تابستانی استقلال در فصل ۱۴۰۰–۱۳۹۹ | خریدهای تابستانی استقلال در فصل ۱۴۰۰–۱۳۹۹ | خریدهای تابستانی استقلال در فصل ۱۴۰۰–۱۳۹۹ | خریدهای تابستانی استقلال در فصل ۱۴۰۰–۱۳۹۹ |
| نام                                       | پست                                       | سن                                        | از تیم                                    | مبلغ                                      | نوع انتقال                                | تاریخ                                     | پایان قرارداد                             | منبع                                      |
| ----------------------------------------- | ----------------------------------------- | ----------------------------------------- | ----------------------------------------- | ----------------------------------------- | ----------------------------------------- | ----------------------------------------- | ----------------------------------------- | ----------------------------------------- |
| رشید مظاهری                               | دروازه‌بان                                 | ۳۱                                        | تراکتور                                   | نامشخص                                    | دائم                                      | ۱۶ شهریور ۱۳۹۹                            | ۱۴۰۱                                      | [ ۲۸ ]                                    |
| متین کریم‌زاده                             | مدافع                                     | ۲۲                                        | پارس جنوبی                                | نامشخص                                    | دائم                                      | ۱۸ شهریور ۱۳۹۹                            | ۱۴۰۲                                      | [ ۴۰ ]                                    |
| بابک مرادی                                | هافبک                                     | ۲۷                                        | ماشین‌سازی                                 | نامشخص                                    | دائم                                      | ۱۸ شهریور ۱۳۹۹                            | ۱۴۰۱                                      | [ ۳۱ ]                                    |
| احمد موسوی                                | مدافع                                     | ۲۸                                        | گل‌گهر                                     | نامشخص                                    | دائم                                      | ۱۹ شهریور ۱۳۹۹                            | ۱۴۰۱                                      | [ ۳۲ ]                                    |
| محمدحسین مرادمند                          | مدافع                                     | ۲۷                                        | شهرخودرو                                  | نامشخص                                    | دائم                                      | ۲۰ شهریور ۱۳۹۹                            | ۱۴۰۱                                      | [ ۳۳ ]                                    |
| مهدی مهدی‌پور                              | هافبک                                     | ۲۶                                        | ذوب آهن                                   | نامشخص                                    | دائم                                      | ۲۰ مهر ۱۳۹۹                               | ۱۴۰۲                                      | [ ۳۴ ]                                    |
| محمد نادری                                | مدافع                                     | ۲۴                                        | کورتریک                                   | نامشخص                                    | قرضی                                      | ۲ آبان ۱۳۹۹                               | ۱۴۰۰                                      | [ ۳۵ ]                                    |
| میکائیل شیخی                              | مدافع                                     | ۱۸                                        | پیکان                                     | نامشخص                                    | دائم                                      | ۱۴ آبان ۱۳۹۹                              | ۱۴۰۴                                      | [ ۳۷ ]                                    |
| علیرضا خدابخشی                            | هافبک                                     | ۱۸                                        | امید سایپا                                | نامشخص                                    | دائم                                      | ۱۴ آبان ۱۳۹۹                              | ۱۴۰۴                                      | [ ۳۷ ]                                    |
| محمدحسین فلاح                             | مهاجم                                     | ۲۰                                        | امید نیروی‌زمینی                           | نامشخص                                    | دائم                                      | ۱۴ آبان ۱۳۹۹                              | ۱۴۰۴                                      | [ ۳۷ ]                                    |
| سبحان خاقانی                              | مهاجم                                     | ۲۱                                        | تراکتور                                   | نامشخص                                    | دائم                                      | ۱۸ آبان ۱۳۹۹                              | ۱۴۰۴                                      | [ ۳۸ ]                                    |

#### زمستان
در نیم‌فصل زمستان چهار بازیکن جدید به استقلال پیوستند؛ سعید مهری از تیم تراکتور و عرفان گل‌محمدی از نساجی مازندران در ۱۰ اسفند رسماً آبی‌پوش شدند. امیرحسین بیات دروازه‌بان پیشین پرسپولیس در ۱۲ اسفند آبی‌پوش شد. خرید بعدی استقلال، آرمان رمضانی، مهاجم پیشین پرسپولیس بود که در ۲۳ اسفند به استقلال پیوست.
در آخرین روزهای سال استقلال در تلاش بود تا امین قاسمی‌نژاد مهاجم تیم پدیده را به خدمت بگیرد که در نهایت و با وجود کش و قوس‌های فراوان این انتقال رخ نداد. نپیوستن قاسمی‌نژاد حواشی زیادی برای تیم و مدیریت باشگاه ایجاد کرد و باعث شد تا استقلال در این مورد بیانه‌ای صادر کند که با واکنش باشگاه پدیده نیز همراه شد.
| خریدهای زمستانی استقلال در فصل ۱۴۰۰–۱۳۹۹ | خریدهای زمستانی استقلال در فصل ۱۴۰۰–۱۳۹۹ | خریدهای زمستانی استقلال در فصل ۱۴۰۰–۱۳۹۹ | خریدهای زمستانی استقلال در فصل ۱۴۰۰–۱۳۹۹ | خریدهای زمستانی استقلال در فصل ۱۴۰۰–۱۳۹۹ | خریدهای زمستانی استقلال در فصل ۱۴۰۰–۱۳۹۹ | خریدهای زمستانی استقلال در فصل ۱۴۰۰–۱۳۹۹ | خریدهای زمستانی استقلال در فصل ۱۴۰۰–۱۳۹۹ | خریدهای زمستانی استقلال در فصل ۱۴۰۰–۱۳۹۹ |
| نام                                      | پست                                      | سن                                       | از تیم                                   | مبلغ                                     | نوع انتقال                               | تاریخ                                    | پایان قرارداد                            | منبع                                     |
| ---------------------------------------- | ---------------------------------------- | ---------------------------------------- | ---------------------------------------- | ---------------------------------------- | ---------------------------------------- | ---------------------------------------- | ---------------------------------------- | ---------------------------------------- |
| سعید مهری                                | هافبک                                    | ۲۵                                       | تراکتور                                  | نامشخص                                   | دائم                                     | ۱۰ اسفند ۱۳۹۹                            | ۱۴۰۲                                     | [ ۴۱ ]                                   |
| عرفان گل‌محمدی                            | مدافع                                    | ۲۵                                       | نساجی                                    | نامشخص                                   | دائم                                     | ۱۰ اسفند ۱۳۹۹                            | نامشخص                                   | [ ۴۲ ]                                   |
| امیرحسین بیات                            | دروازه‌بان                                | ۲۲                                       | پرسپولیس                                 | نامشخص                                   | دائم                                     | ۱۲ اسفند ۱۳۹۹                            | نامشخص                                   | [ ۴۳ ]                                   |
| آرمان رمضانی                             | مهاجم                                    | ۲۸                                       | پرسپولیس                                 | نامشخص                                   | دائم                                     | ۲۳ اسفند ۱۳۹۹                            | ۱۴۰۱                                     | [ ۴۴ ]                                   |

### تمدیدها
داریوش شجاعیان، هافبک هجومی استقلال نخستین بازیکنی بود که قراردادش را با استقلال تمدید کرد. شجاعیان در ۲۱ مرداد قراردادش را برای دو فصل دیگر با استقلال تمدید کرد. وریا غفوری کاپیتان استقلال در ۱۶ شهریور قراردادش با استقلال را برای ۲ فصل دیگر تمدید کرد. در ۱۸ شهریور عارف غلامی مدافع وسط این تیم قراردادش را به مدت ۲ فصل با استقلال تمدید کرد. فردای آن روز و در ۱۹ شهریور ۳ بازیکن دیگر استقلال، فرشید اسماعیلی، فرشید باقری و شاهین طاهرخانی، قراردادهایشان را با استقلال تمدید کردند. در ۲۲ شهریور محمد دانشگر مدافع وسط استقلال قراردادش را به مدت ۲ فصل با این تیم تمدید کرد.
روند تمدید قراردادهای بازیکنان استقلال برای مدتی متوقف شد با گذشت مدتی بیش از ۱ ماه در ۳۰ مهر سه بازیکن دیگر، حسین پورحمیدی، امیرحسین خدامرادی و آرش داجلیری قراردادهایشان را به مدت ۳ فصل دیگر با استقلال تمدید کردند. در میان این بازیکنان پورحمیدی پیش از این قراردادش را در میانه‌های شهریور تمدید کرده بود اما سپس قراردادش را با استقلال فسخ کرد ولی دوباره قراردادش را تمدید کرد. در ۱ آبان فردین رابط از تیم امید استقلال قراردادش با استقلال را تمدید کرد و در لیست بزرگسالان نیز جا گرفت. در ۱۴ آبان سینا خادم‌پور هافبک استقلال دیگر بازیکنی بود که قراردادش را به مدت ۳ فصل با استقلال تمدید کرد. آخرین تمدید قراردادهای استقلال در ۲۸ آبان بود که محمدجواد به‌آفرین از تیم امید استقلال و سجاد آقایی قراردادهایشان را به ترتیب به مدت ۵ و ۳ سال با استقلال تمدید کردند.
| تمدید قراردادهای استقلال در فصل ۱۴۰۰–۱۳۹۹ | تمدید قراردادهای استقلال در فصل ۱۴۰۰–۱۳۹۹ | تمدید قراردادهای استقلال در فصل ۱۴۰۰–۱۳۹۹ | تمدید قراردادهای استقلال در فصل ۱۴۰۰–۱۳۹۹ | تمدید قراردادهای استقلال در فصل ۱۴۰۰–۱۳۹۹ | تمدید قراردادهای استقلال در فصل ۱۴۰۰–۱۳۹۹ | تمدید قراردادهای استقلال در فصل ۱۴۰۰–۱۳۹۹ | تمدید قراردادهای استقلال در فصل ۱۴۰۰–۱۳۹۹ |
| نام                                       | پست                                       | سن                                        | مبلغ                                      | زمان تمدید                                | تاریخ                                     | پایان قرارداد                             | منبع                                      |
| ----------------------------------------- | ----------------------------------------- | ----------------------------------------- | ----------------------------------------- | ----------------------------------------- | ----------------------------------------- | ----------------------------------------- | ----------------------------------------- |
| داریوش شجاعیان                            | هافبک                                     | ۲۸                                        | نامشخص                                    | تابستان                                   | ۲۱ مرداد ۱۳۹۹                             | ۱۴۰۱                                      | [ ۴۷ ]                                    |
| وریا غفوری                                | مدافع                                     | ۳۲                                        | نامشخص                                    | تابستان                                   | ۱۶ شهریور ۱۳۹۹                            | ۱۴۰۱                                      | [ ۴۸ ]                                    |
| عارف غلامی                                | مدافع                                     | ۲۳                                        | نامشخص                                    | تابستان                                   | ۱۸ شهریور ۱۳۹۹                            | ۱۴۰۱                                      | [ ۴۹ ]                                    |
| فرشید اسماعیلی                            | هافبک                                     | ۲۶                                        | نامشخص                                    | تابستان                                   | ۱۹ شهریور ۱۳۹۹                            | ۱۴۰۰                                      | [ ۵۰ ]                                    |
| فرشید باقری                               | هافبک                                     | ۲۸                                        | نامشخص                                    | تابستان                                   | ۱۹ شهریور ۱۳۹۹                            | ۱۴۰۰                                      | [ ۵۱ ]                                    |
| شاهین طاهرخانی                            | مدافع                                     | ۲۴                                        | نامشخص                                    | تابستان                                   | ۱۹ شهریور ۱۳۹۹                            | ۱۴۰۲                                      | [ ۵۲ ]                                    |
| محمد دانشگر                               | مدافع                                     | ۲۶                                        | نامشخص                                    | تابستان                                   | ۲۲ شهریور ۱۳۹۹                            | ۱۴۰۱                                      | [ ۵۳ ]                                    |
| حسین پورحمیدی                             | دروازه‌بان                                 | ۲۲                                        | نامشخص                                    | تابستان                                   | ۳۰ مهر ۱۳۹۹                               | ۱۴۰۲                                      | [ ۵۸ ]                                    |
| امیرحسین خدامرادی                         | هافبک                                     | ۲۰                                        | نامشخص                                    | تابستان                                   | ۳۰ مهر ۱۳۹۹                               | ۱۴۰۲                                      | [ ۵۸ ]                                    |
| آرش داجلیری                               | مدافع                                     | ۲۲                                        | نامشخص                                    | تابستان                                   | ۳۰ مهر ۱۳۹۹                               | ۱۴۰۲                                      | [ ۵۸ ]                                    |
| فردین رابط                                | هافبک                                     | ۱۹                                        | نامشخص                                    | تابستان                                   | ۱ آبان ۱۳۹۹                               | ۱۴۰۴                                      | [ ۵۶ ]                                    |
| سینا خادم‌پور                              | هافبک                                     | ۲۳                                        | نامشخص                                    | تابستان                                   | ۱۴ آبان ۱۳۹۹                              | ۱۴۰۲                                      | [ ۵۷ ]                                    |
| محمدجواد به‌آفرین                          | مدافع                                     |                                           | نامشخص                                    | تابستان                                   | ۲۸ آبان ۱۳۹۹                              | ۱۴۰۴                                      | [ ۲۹ ]                                    |
| سجاد آقایی                                | مهاجم                                     | ۲۱                                        | نامشخص                                    | تابستان                                   | ۲۸ آبان ۱۳۹۹                              | ۱۴۰۲                                      | [ ۲۹ ]                                    |

## اعضای باشگاه

### بازیکنان
راهنما
- به‌روزرسانی بازی‌ها و گل‌ها: ۱۶ آبان ۱۳۹۹
- بازیکنان خط‌خورده بازیکنانی هستند که بعد از آغاز فصل استقلال را ترک کردند.

| بازیکنان باشگاه فوتبال استقلال تهران در فصل ۱۴۰۰–۱۳۹۹ | بازیکنان باشگاه فوتبال استقلال تهران در فصل ۱۴۰۰–۱۳۹۹                             | بازیکنان باشگاه فوتبال استقلال تهران در فصل ۱۴۰۰–۱۳۹۹ | بازیکنان باشگاه فوتبال استقلال تهران در فصل ۱۴۰۰–۱۳۹۹ | بازیکنان باشگاه فوتبال استقلال تهران در فصل ۱۴۰۰–۱۳۹۹ | بازیکنان باشگاه فوتبال استقلال تهران در فصل ۱۴۰۰–۱۳۹۹ | بازیکنان باشگاه فوتبال استقلال تهران در فصل ۱۴۰۰–۱۳۹۹ | بازیکنان باشگاه فوتبال استقلال تهران در فصل ۱۴۰۰–۱۳۹۹ | بازیکنان باشگاه فوتبال استقلال تهران در فصل ۱۴۰۰–۱۳۹۹ | بازیکنان باشگاه فوتبال استقلال تهران در فصل ۱۴۰۰–۱۳۹۹ | بازیکنان باشگاه فوتبال استقلال تهران در فصل ۱۴۰۰–۱۳۹۹ |
| شماره                                                 | نام                                                                               | ملیت                                                  | پست(ها)                                               | تاریخ تولد (سن در آغاز فصل)                           | آغاز قرارداد                                          | پایان قرارداد                                         | باشگاه قبلی                                           | مبلغ قرارداد                                          | بازی                                                  | گل                                                    |
| دروازه‌بانان                                           | دروازه‌بانان                                                                       | دروازه‌بانان                                           | دروازه‌بانان                                           | دروازه‌بانان                                           | دروازه‌بانان                                           | دروازه‌بانان                                           | دروازه‌بانان                                           | دروازه‌بانان                                           | دروازه‌بانان                                           | دروازه‌بانان                                           |
| ----------------------------------------------------- | --------------------------------------------------------------------------------- | ----------------------------------------------------- | ----------------------------------------------------- | ----------------------------------------------------- | ----------------------------------------------------- | ----------------------------------------------------- | ----------------------------------------------------- | ----------------------------------------------------- | ----------------------------------------------------- | ----------------------------------------------------- |
| ۱                                                     | حسین حسینی                                                                        | ایران                                                 | GK                                                    | ۳۰ ژوئن ۱۹۹۲ (۲۸ سال)                                 | ۱۳۹۱                                                  | ۱۴۰۰                                                  | ملوان انزلی                                           | نامشخص                                                | ۹۵                                                    | ۸۱                                                    |
| ۱۲                                                    | رشید مظاهری                                                                       | ایران                                                 | GK                                                    | ۱۸ مه ۱۹۸۹ (۳۱ سال)                                   | ۱۳۹۹                                                  | ۱۴۰۱                                                  | تراکتور                                               | نامشخص                                                | ۰                                                     | ۰                                                     |
| ۲۲                                                    | سینا سعیدی فر زیر ۲۳ ساله                                                         | ایران                                                 | GK                                                    | ۲۴ مارس ۱۹۹۸ (۲۲ سال)                                 | ۱۳۹۸                                                  | ۱۴۰۳                                                  | امید استقلال                                          | نامشخص                                                | ۰                                                     | ۰                                                     |
| ۶۳                                                    | علیرضا رضایی                                                                      | ایران                                                 | GK                                                    | ۱۱ دسامبر۱۹۹۹ ‏(۲۱ سال)                                | ۱۴۰۰                                                  | ۱۴۰۲                                                  | پیکان تهران                                           | نامشخص                                                | ۰                                                     | ۰                                                     |
| مدافعان                                               |                                                                                   |                                                       |                                                       |                                                       |                                                       |                                                       |                                                       |                                                       |                                                       |                                                       |
| ۲                                                     | محمد نادری                                                                        | ایران                                                 | LB / LM                                               | ۵ اکتبر ۱۹۹۶ (۲۴ سال)                                 | ۱۳۹۹                                                  | ۱۴۰۰                                                  | کورتریک                                               | نامشخص                                                | ۰                                                     | ۰                                                     |
| ۳                                                     | محمدحسین مرادمند                                                                  | ایران                                                 | CB / LB                                               | ۲۲ ژوئن ۱۹۹۳ (۲۷ سال)                                 | ۱۳۹۹                                                  | ۱۴۰۱                                                  | شهرخودرو                                              | نامشخص                                                | ۰                                                     | ۰                                                     |
| ۴                                                     | سیاوش یزدانی                                                                      | ایران                                                 | CB / LB                                               | ۲ مارس ۱۹۹۲ (۲۸ سال)                                  | ۱۳۹۸                                                  | ۱۴۰۰                                                  | سپاهان اصفهان                                         | نامشخص                                                | ۱۴                                                    | ۰                                                     |
| ۵                                                     | عارف غلامی                                                                        | ایران                                                 | CB                                                    | ۱۹ آوریل ۱۹۹۷ (۲۳ سال)                                | ۱۳۹۸                                                  | ۱۴۰۰                                                  | فولاد خوزستان                                         | نامشخص                                                | ۲۹                                                    | ۱                                                     |
| ۲۰                                                    | احمد موسوی                                                                        | ایران                                                 | RB / RW                                               | ۴ فوریه ۱۹۹۲ (۲۸ سال)                                 | ۱۳۹۹                                                  | ۱۴۰۱                                                  | گل‌گهر                                                 | نامشخص                                                | ۰                                                     | ۰                                                     |
| ۲۱                                                    | وریا غفوری                                                                        | ایران                                                 | RB / RW                                               | ۲۰ سپتامبر ۱۹۸۷ (۳۳ سال)                              | ۱۳۹۵                                                  | ۱۴۰۰                                                  | سپاهان اصفهان                                         | نامشخص                                                | ۱۲۵                                                   | ۱۸                                                    |
| ۲۷                                                    | متین کریم‌زاده ٖزیر ۲۳ سال                                                          | ایران                                                 | LB / LM                                               | ۱ ژوئیه ۱۹۹۸ (۲۲ سال)                                 | ۱۳۹۹                                                  | ۱۴۰۲                                                  | پارس جنوبی                                            | نامشخص                                                | ۰                                                     | ۰                                                     |
| ۳۳                                                    | هرویه میلیچ (پایان قرارداد و عدم تمدید توسط باشگاه)                               | کرواسی                                                | LB / LM                                               | ۱۰ مه ۱۹۸۹ (۳۱ سال)                                   | ۱۳۹۸                                                  | ۱۴۰۰                                                  | کرتونه                                                | نامشخص                                                | ۳۰                                                    | ۲                                                     |
| ۴۱                                                    | آرش داجلیری زیر ۲۳ سال                                                            | ایران                                                 | RB / RW                                               | ۱۹ ژانویه ۱۹۹۹ (۲۱ سال)                               | ۱۳۹۸                                                  | ۱۴۰۲                                                  | جوانان استقلال                                        | نامشخص                                                | ۲                                                     | ۰                                                     |
| ۷۰                                                    | محمد دانشگر                                                                       | ایران                                                 | CB                                                    | ۲۰ ژانویه ۱۹۹۴ (۲۶ سال)                               | ۱۳۹۷                                                  | ۱۳۹۹                                                  | سایپا                                                 | نامشخص                                                | ۶۳                                                    | ۸                                                     |
|                                                       | میکاییل شیخی (به دستور مجیدی از تیم بزرگسالان خارج شد)                            | ایران                                                 | CB                                                    | (۱۸ ساله)                                             | ۱۳۹۹                                                  | ۱۴۰۴                                                  | پیکان                                                 | نامشخص                                                | ۰                                                     | ۰                                                     |
| هافبک‌ها                                               |                                                                                   |                                                       |                                                       |                                                       |                                                       |                                                       |                                                       |                                                       |                                                       |                                                       |
| ۶                                                     | مسعود ریگی                                                                        | ایران                                                 | DM / CM                                               | ۲۲ فوریه ۱۹۹۱ (۲۹ سال)                                | ۱۳۹۸                                                  | ۱۴۰۰                                                  | شهرخودرو                                              | نامشخص                                                | ۳۸                                                    | ۱                                                     |
| ۸                                                     | فرشید اسماعیلی                                                                    | ایران                                                 | LW / AM / RW                                          | ۲۳ فوریه ۱۹۹۴ (۲۶ سال)                                | ۱۳۹۴                                                  | ۱۳۹۹                                                  | فجرسپاسی                                              | نامشخص                                                | ۱۴۷                                                   | ۱۶                                                    |
| ۹                                                     | مهدی مهدی‌پور                                                                      | ایران                                                 | CM                                                    | ۱۸ فوریه ۱۹۹۴ (۲۶ سال)                                | ۱۳۹۹                                                  | ۱۴۰۲                                                  | ذوب‌آهن اصفهان                                         | نامشخص                                                | ۰                                                     | ۰                                                     |
| ۱۰                                                    | مهدی قایدی زیر ۲۳ سال                                                             | ایران                                                 | LW / RW                                               | ۵ دسامبر ۱۹۹۸ (۲۱ سال)                                | ۱۳۹۶                                                  | ۱۴۰۲                                                  | ایران‌جوان بوشهر                                       | نامشخص                                                | ۷۰                                                    | ۱۸                                                    |
| ۱۱                                                    | داریوش شجاعیان                                                                    | ایران                                                 | LW / RW                                               | ۷ آوریل ۱۹۹۲ (۲۸ سال)                                 | ۱۳۹۶                                                  | ۱۴۰۰                                                  | گسترش‌فولاد                                            | نامشخص                                                | ۶۲                                                    | ۷                                                     |
| ۱۵                                                    | سینا خادم‌پور                                                                      | ایران                                                 | AM                                                    | ۹ ژانویه ۱۹۹۷ (۲۳ سال)                                | ۱۳۹۸                                                  | ۱۴۰۰                                                  | جوانان استقلال                                        | نامشخص                                                | ۶                                                     | ۰                                                     |
| ۲۸                                                    | بابک مرادی                                                                        | ایران                                                 | LW                                                    | ۲۳ ژوئیه ۱۹۹۳ (۲۷ سال)                                | ۱۳۹۹                                                  | ۱۴۰۱                                                  | ماشین‌سازی                                             | نامشخص                                                | ۰                                                     | ۰                                                     |
| ۴۰                                                    | امیرحسین خدامرادی زیر ۲۱ سال(قرض به صنعت نفت آبادان)                              | ایران                                                 | LW / RW                                               | ۱۳ نوامبر ۲۰۰۰ (۱۹ سال)                               | ۱۳۹۸                                                  | ۱۴۰۲                                                  | جوانان استقلال                                        | نامشخص                                                | ۶                                                     | ۰                                                     |
| ۴۲                                                    | فردین رابطزیر ۲۱ سال(قرض به نفت مسجد سلیمان)                                      | ایران                                                 | LW / RW                                               | ۲۹ اوت ۲۰۰۱ (۱۹ سال)                                  | ۱۳۹۸                                                  | ۱۴۰۴                                                  | جوانان استقلال                                        | نامشخص                                                | ۱                                                     | ۰                                                     |
| ۶۶                                                    | سعید مهری                                                                         | ایران                                                 | CM                                                    |                                                       | ۱۳۹۹                                                  |                                                       | تراکتور                                               | نامشخص                                                |                                                       |                                                       |
| ۷۷                                                    | رضا آذری زیر ۲۱ سال (قرض به ماشین‌سازی تبریز)                                      | ایران                                                 | AM                                                    | ۱۰ فوریه ۱۹۹۸ (۲۲ سال)                                | ۱۳۹۷                                                  | ۱۴۰۲                                                  |                                                       |                                                       |                                                       |                                                       |
|                                                       | سبحان خاقانی                                                                      | ایران                                                 | CM                                                    |                                                       | ۱۳۹۹                                                  |                                                       | تراکتور                                               | نامشخص                                                |                                                       |                                                       |
| ۸۸                                                    | آرش رضاوند                                                                        | ایران                                                 | CM                                                    | ۵ اکتبر ۱۹۹۳ (۲۷ سال)                                 | ۱۳۹۸                                                  | ۱۴۰۰                                                  | سایپا                                                 | نامشخص                                                | ۳۸                                                    | ۱                                                     |
|                                                       | علیرضا خدابخشی                                                                    | ایران                                                 | CM                                                    |                                                       | ۱۳۹۹                                                  | ۱۴۰۴                                                  | امید سایپا                                            | نامشخص                                                | ۰                                                     | ۰                                                     |
| مهاجمان                                               |                                                                                   |                                                       |                                                       |                                                       |                                                       |                                                       |                                                       |                                                       |                                                       |                                                       |
| ۷                                                     | شیخ دیاباته                                                                       | مالی                                                  | CF                                                    | ۲۵ آوریل ۱۹۸۸ (۳۲ سال)                                | ۱۳۹۸                                                  | ۱۴۰۰                                                  | الامارات                                              | نامشخص                                                | ۲۸                                                    | ۱۹                                                    |
| ۱۷                                                    | زکریا مرادی (سربازی ملوان بندر انزلی)'زیر ۲۳ سال                                  | ایران                                                 | CF                                                    | ۱۴ اوت ۱۹۹۸ (۲۲ سال)                                  | ۱۳۹۷                                                  |                                                       | جوانان استقلال                                        | نامشخص                                                | ۵                                                     | ۰                                                     |
| ۱۷                                                    | آرمان رمضانی                                                                      | ایران                                                 | CF                                                    |                                                       | ۱۳۹۹                                                  | ۱۴۰۱                                                  | پرسپولیس                                              | نامشخص                                                |                                                       |                                                       |
| ۷۲                                                    | امیرارسلان مطهری                                                                  | ایران                                                 | LW / CF                                               | ۱۰ مارس ۱۹۹۳ (۲۷ سال)                                 | ۱۳۹۸                                                  | ۱۴۰۴                                                  | ذوب‌آهن                                                | نامشخص                                                | ۲۰                                                    | ۱۰                                                    |
| ۹۹                                                    | سجاد آقاییزیر ۲۳ سال (انتقال دایم به نساجی)                                       | ایران                                                 | LW / RW / CF                                          | ۱۹ مارس ۱۹۹۹ (۲۱ سال)                                 | ۱۳۹۶                                                  | ۱۴۰۰                                                  | آلومینیوم اراک                                        | نامشخص                                                | ۱۱                                                    | ۳                                                     |
|                                                       | محمدحسین فلاح (بدستور فرهاد مجیدی از تیم بزرگ سالان به تیم جوانان استقلال بازگشت) | ایران                                                 | CF                                                    |                                                       | ۱۳۹۹                                                  | ۱۴۰۴                                                  | امید نیروی‌زمینی                                       | نامشخص                                                | ۰                                                     | ۰                                                     |
|                                                       | عرفان گل‌محمدی                                                                     | ایران                                                 | CF                                                    |                                                       | ۱۳۹۹                                                  |                                                       | نساجی                                                 | نامشخص                                                |                                                       |                                                       |

### کادر فنی

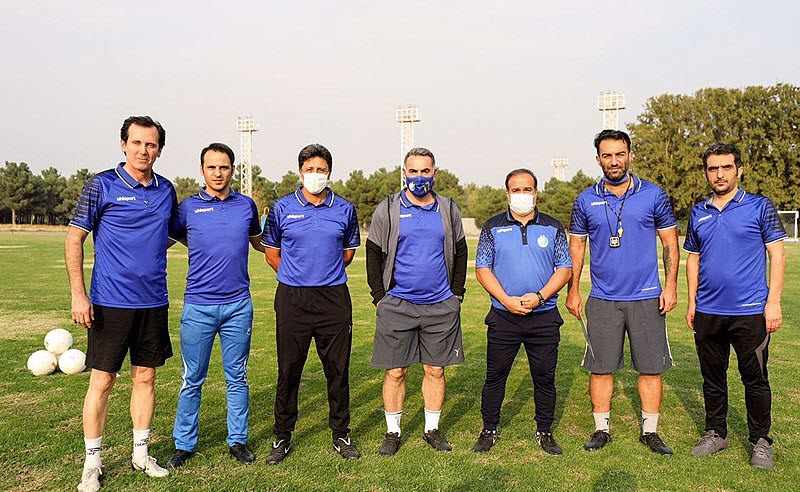
کادر فنی استقلال در ابتدای فصل.

جلسه معارفه مجیدی در اسفند ۱۳۹۹.

| کادر فنی باشگاه استقلال تهران | کادر فنی باشگاه استقلال تهران |
| سمت                           | نام |
| ----------------------------- | --- |
| سرمربی                        | محمود فکری (۱۶ مهر ۱۳۹۹ تا ۱۲ اسفند ۱۳۹۹) فرهاد مجیدی (از ۱۳ اسفند ۱۳۹۹) |
| مربی                          | حنیف عمران‌زاده (۱۶ مهر ۱۳۹۹ تا ۱۲ اسفند ۱۳۹۹) صالح مصطفوی (از ۱۴ اسفند ۱۳۹۹) فرشاد ماجدی (از ۲ فروردین ۱۴۰۰)(از ۱۷ تیر ۱۴۰۰ از کادر فنی استقلال جدا و راهی کادر فنی تیم ملی ایران شد) |
| سرپرست                        | پرویز مظلومی (۱۶ مهر تا ۱۲ اسفند ۱۳۹۹) نصرالله عبداللهی (از ۱۸ اسفند ۱۳۹۹) |
| کمک سرپرست                    | فرزاد مجیدی (از ۱۸ اسفند ۱۳۹۹) |
| مدیر فنی                      | عبدالصمد مرفاوی (۱۶ مهر ۱۳۹۹ تا ۱۲ اسفند ۱۳۹۹) فراز کمالوند (از ۱۴ اسفند ۱۳۹۹ تا ۱۰ اردیبهشت ۱۴۰۰)                                                                                    |
| مربی دروازه‌بان‌ها              | سعید عزیزیان (۱۶ مهر ۱۳۹۹ تا ۱۲ اسفند ۱۳۹۹) بهزاد غلامپور (از ۱۳ اسفند ۱۳۹۹ |
| مربی بدنساز                   | امیدعلی دفتری (تا ۱۲ اسفند ۱۳۹۹) بهزاد نوشادی (از ۱۵ اسفند ۱۳۹۹) |
| آنالیزور                      | معین دلاوری (تا ۱۲ اسفند ۱۳۹۹) امیر مرتضایی (از ۱۴ اسفند ۱۳۹۹) |
| پزشک                          | مهدی سیاهپوش |
| مسئول GPS                     | یوسف دانشیار (از ۱۴ اسفند ۱۳۹۹) |
| فیزیوتراپیست                  | محمد پوراعتضاد |
| فیزیوتراپیست                  | محمدرضا دیانی |
| ماساژور                       | مهرداد رهبری |
| مدیر آکادمی                   | محمد رضا مهران پور |
| مدیرفنی آکادمی                | ایوب اصغرخانی |
| مربی امیدها                   | آرش برهانی |
| مربی جوانان                   | علی جانملکی |
| مربی نوجوانان                 | علیرضا اکبرپور |
| مربی نونهالان                 | حسین صدرمحمدی |
| تدارکات                       | مدد جباری |

### کادرمدیریت
| چارت مدیریتی  | چارت مدیریتی              |
| نام           | سمت                       |
| ------------- | ------------------------- |
| احمد مددی     | مدیرعامل و عضو هیئت مدیره |
| اصغر مالکیان  | رئیس هیئت مدیره           |
| داریوش دلفانی | عضو هیئت مدیره            |
| پرویز مظلومی  | عضو هیئت مدیره            |
| ........      | عضو هیئت مدیره            |
| هاشم ساعدی    | مشاور عالی و سخنگوی       |
| اسدالله مقدم  | معاون حقوقی               |

## کیت‌های فصل
استقلال در نخستین دیدار رقابت‌های لیگ برتر پیراهن‌هایی را بر تن داشت که بسیار شبیه پیراهن‌های اصلی فصل ۹۶–۱۳۹۵ بود و نام پشتیبان پوشاک نیز بر روی پیراهن بازیکنان درج نشده بود. باشگاه با صدور بیانه‌ای در خصوص پوشاک دیدار نخست اعلام کرد که این لباس‌ها از شرکت لینینگ، پشتیبان پیشین پوشاک استقلال خریداری شده بودند و به دلیل کیفیت پایین مورد قبول کادر فنی و بازیکنان تیم قرار نگرفت. در ۲۰ آبان و در حالی بود که یک هفته از فصل گذشته بود و استقلال هنوز اسپانسر اصلی پوشاکش را نیز نشناخته بود، باشگاه استقلال با صدور بیانه‌ای از هواداران استقلال خواست در مسابقه طراحی پوشاک فصل جدید شرکت کنند. در ۲۷ آبان و چند روز مانده به آغاز هفته دوم رقابت‌ها استقلال با صدور بیانه دیگری اعلام کرد با شرکت مجید به عنوان پشتیبان اصلی پوشاک به توافق رسیده. یک روز بعد لباس اول استقلال برای فصل معرفی شد.
| لباس‌های استقلال در فصل ۱۴۰۰–۱۳۹۹ | لباس‌های استقلال در فصل ۱۴۰۰–۱۳۹۹ | لباس‌های استقلال در فصل ۱۴۰۰–۱۳۹۹ |
| -------------------------------- | -------------------------------- | -------------------------------- |
| لباس هفته اول لیگ برتر           | لباس اول فصل ۱۴۰۰–۱۳۹۹           | لباس دوم فصل ۱۴۰۰–۱۳۹۹           |

## پیش‌فصل
استقلال به روال چند فصل اخیر در حالی فصل را آغاز کرد که تکلیف مربی یا مدیرعامل تیم معلوم نبود و در این فصل در همان روزهای نخستین پیش‌فصل هیئت مدیره استقلال، احمد سعادتمند، مدیرعامل تیم را در ۹ مهر برکنار کرد. اقداماتی همچون اهمال سعادتمند در پرداخت طلب وینفرد شفر، سفر به ایتالیا برای مذاکره با استراماچونی، مربی پیشین استقلال و قراردادهای اقتصادی بی‌نتیجه از جمله دلایل این تصمیم هیئت مدیره برشمرده شدند. یک روز بعد از برکناری سعادتمند، احمد مددی، معاون پیشین خود سعادتمند از سوی هیئت مدیره استقلال به عنوان سرپرست مدیرعاملی این تیم تعیین شد. ۲ روز بعد و در ۱۲ مهر تعدادی از هواداران استقلال به دلیل نگرانی از شرایط این تیم در مقابل مجلس شورای اسلامی تجمع کردند و با سردادن شعار خواستار استیضاح مسعود سلطانی‌فر، وزیر ورزش، از سوی مجلس شدند. هواداران استقلال سلطانی‌فر را مسئول شرایط نابه‌سامان این تیم می‌دانستند. در ۱۶ مهر و در حالی که استقلال چند روز پر حاشیه را در جستجوی مربی گذرانده بود و نام‌هایی همچون الکساندر نوری، فرهاد مجیدی، محمد تقوی و جواد نکونام نیز به عنوان نامزدهای مربی‌گری استقلال شنیده می‌شدند در نهایت محمود فکری مربی نساجی مازندران به عنوان سرمربی جدید استقلال برگزیده شد. فکری بازیکن و کاپیتان پیشین استقلال بود و رکورددار حضور با پیراهن استقلال در میدان‌های فوتبال نیز هست. به این ترتیب استقلال تبدیل به آخرین تیم لیگ برتر شد که مربی خود را شناخت. سیروس دین‌محمدی، حنیف عمران‌زاده و آرش برهانی به عنوان دستیاران فکری در استقلال معرفی شدند. این امر در حالی اتفاق افتاد که سازمان لیگ تاریخ آغاز فصل جدید لیگ برتر را ۱۰ آبان اعلام کرد. به این ترتیب فکری تنها ۲۴ روز برای آماده‌سازی تیمش وقت داشت و استقلال همچون چند فصل اخیر بسیار دیرتر از تیم‌های دیگر به استقبال بازی‌های لیگ رفت. در ۱۸ مهر نخستین جلسه تمرین تیم استقلال با کادر جدید در زمین شماره ۲ ورزشگاه آزادی برگزار شد. این جلسه بدون حضور ملی‌پوشان استقلال که در اردوی تیم ملی در ازبکستان بودند برگزار شد و تعدادی از بازیکنان پیشین تیم استقلال نیز حضور داشتند. در ۱۹ مهر پرویز مظلومی، بازیکن و مربی پیشین استقلال به عنوان سرپرست این تیم منصوب شد. وی برای سرپرستی استقلال از سمت پیشینش، مربی‌گری تیم ملی جوانان ایران، استعفا داد. در همین روزهای پیش‌فصل استقلال مجبور به تغییر سالن بدنسازی خود شد چرا که مدیران سالن فیت‌سام، سالن بدنسازی پیشین مورد استفاده استقلال، دیگر حاضر به همکاری با استقلال نبودند و استقلال مجبور به استفاده از سالن بدنسازی دیگری شدند. در ۲۱ مهر معاونین وزارت ورزش برای ادای توضیحات در مورد وضع نابه‌سامان ورزش ایران و به ویژه باشگاه استقلال به مجلس شورای اسلامی رفتند. مهدی فروردین عضو فراکسیون ورزش مجلس اعلام کرد که توضیحات معاونین وزیر ورزش قانع کننده نبودند و مجلس در صورت لزوم دست به استیضاح وزیر خواهد زد. استیضاح وزیر ورزش از مدت‌ها پیش خواسته اصلی هواداران استقلال بود. تمرین استقلال با ترکیبی ناقضا ادامه یافت، دیاباته و میلیچ به دلیل پرداخت نشدن دستمزدشان به ایران بازنگشتند، ملی‌پوشان استقلال نیز به دلیل اردوی تیم ملی در ایران نبودند و بازیکنان دیگری همچون وریا غفوری به دلیل مصدومیت در کنار تیم حاضر نبودند. در این میان ۳ بازیکن استقلال، فرشید اسماعیلی، سینا خادمپور و عرفان خلیلی به دلیل آنکه مشکوک به ابتلا به بیماری کرونا بودند به قرنطینه رفتند و آن‌ها هم از تمرین کردن با تیم منع شدند. در ۲۲ مهر بازیکنان استقلال به اردویی برای آمادگی بیشتر تیم رفتند. این اردو در همان شهر تهران برگزار شد.

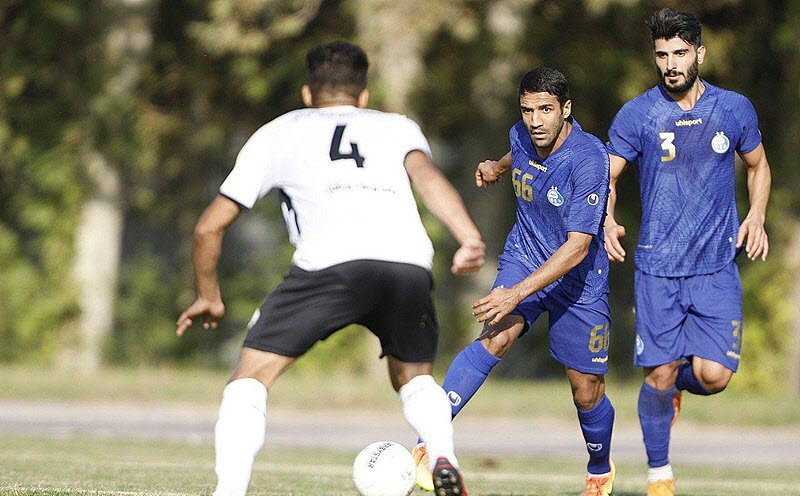
نفر وسط مسعود ریگی، هافبک استقلال در دیدار دوستانه استقلال و نفت مسجدسلیمان.

نخستین دیدار دوستانه پیش‌فصل استقلالی‌ها یک بازی درون تیمی بود که در ۲ وقت ۳۵ دقیقه‌ای بین دو تیم الف و ب برگزار شد و با نتیجه مساوی ۱–۱ به پایان رسید. سجاد آقایی در دقیقه ۱۱ نیمه دوم برای تیم ب و فرشید باقری از روی نقطه پنالتی در دقیقه ۲۸ نیمه دوم برای تیم الف گلزنی کردند. استقلال سپس در ۲۸ مهر در یک دیدار دوستانه برابر نفت مسجد سلیمان به میدان رفت. این دیدار در ۲ وقت ۴۰ دقیقه‌ای برگزار شد و استقلال توانست با نتیجه ۲–۱ حریف را شکست دهد. برای استقلال مسعود ریگی در دقیقه ۲۸ و آرش رضاوند در دقیقه ۳۴ گلزنی کردند. تعدادی از خریدهای جدید استقلال همچون مرادمند و مظاهری در این دیدار برای نخستین بار به میدان رفتند. بازی بعدی استقلال در ۳ آبان در برابر هوادار بود که این باز ی هم مانند بازی پیشین در زمین شماره ۲ آزادی برگزار شد. استقلال با نتیجه ۱–۰ بازی را برد و آرش رضاوند همچون دیدار پیشین برای استقلال گلزنی کرد. بعد از این مسابقه تمرینات استقلال همچنان ادامه یافت اما با وجود گذشت بیش از ۲ هفته از آغاز تمرینات پیش‌فصل این تیم هنوز سرنوشت تعدادی از بازیکنان اصلی فصل پیش از جمله علی کریمی، شیخ دیاباته و هروویه میلیچ مشخص نشده بود. این موضوع به اضافه مشکلات دیگری همچون باز نشدن پنجره نقل و انتقالاتی استقلال و غیبت تعدادی از بازیکنان در تمرین به دلیل تست مثبت کرونا باعث نگرانی‌های کادر فنی استقلال نیز شد به گونه‌ای که محمود فکری در این مورد گفت: «تیم تقریباً با ۶۰ درصد نفراتش تمرین می‌کند.»
در ۷ آبان تمرینات استقلال در زمین چمن مجموعه انقلاب برگزار شد. بازیکنان استقلال از کیفیت زمین شماره ۲ آزادی ناراضی بودند و همین امر باعث این تغییر شد. پیدا کردن یک زمین تمرین مناسب در این فصل برای تیم استقلال تبدیل به یک دغدغه شده بود. روز بعد قراردادهای مربیان استقلال امضا شدند اما علی شیخ‌الاسلامی و سیروس دین‌محمدی، آنالیزور و مربی تیم، با امضا نکردن قرارداد از تیم جدا شدند. در همین روز ۸ آبان امین نوروزی پزشک تیم استقلال نیز از این تیم جدا شد. پیش از این کاوه ستوده، فیزیوتراپیست استقلال نیز تیم را ترک کرده بود. شیخ دیاباته آقای گل فصل قبل لیگ برتر ایران سرانجام پس از کش و قوس‌های فراوان در ۸ آبان به ایران بازگشت و در تمرینات استقلال نیز حاضر شد. در ۱۱ آبان هروویه میلیچ دیگر بازیکن اثرگذار فصل قبل استقلال بعد از مدت‌ها تأخیر به تهران بازگشت.
تمرینات استقلال در آخرین روزهای پیش‌فصل نیز ادامه یافت اما حتی با نزدیک شدن به تاریخ برگزاری نخستین بازی استقلال در لیگ یعنی ۱۷ آبان هم مشکلاتی همچون باز نشدن پنجره نقل و انتقالاتی و بی‌پولی پابرجا بودند. مشکل بی‌پولی استقلال آنقدر شدید بود که بازیکنان تا زمان آغاز لیگ دریافتی نداشتند و استقلال حتی در تأمین هزینه‌های جاری همچون هزینه برپایی اردو و هتل پیش بازی هفته نخست لیگ نیز با مشکل روبه‌رو بود.

## مشکل زمین تمرین

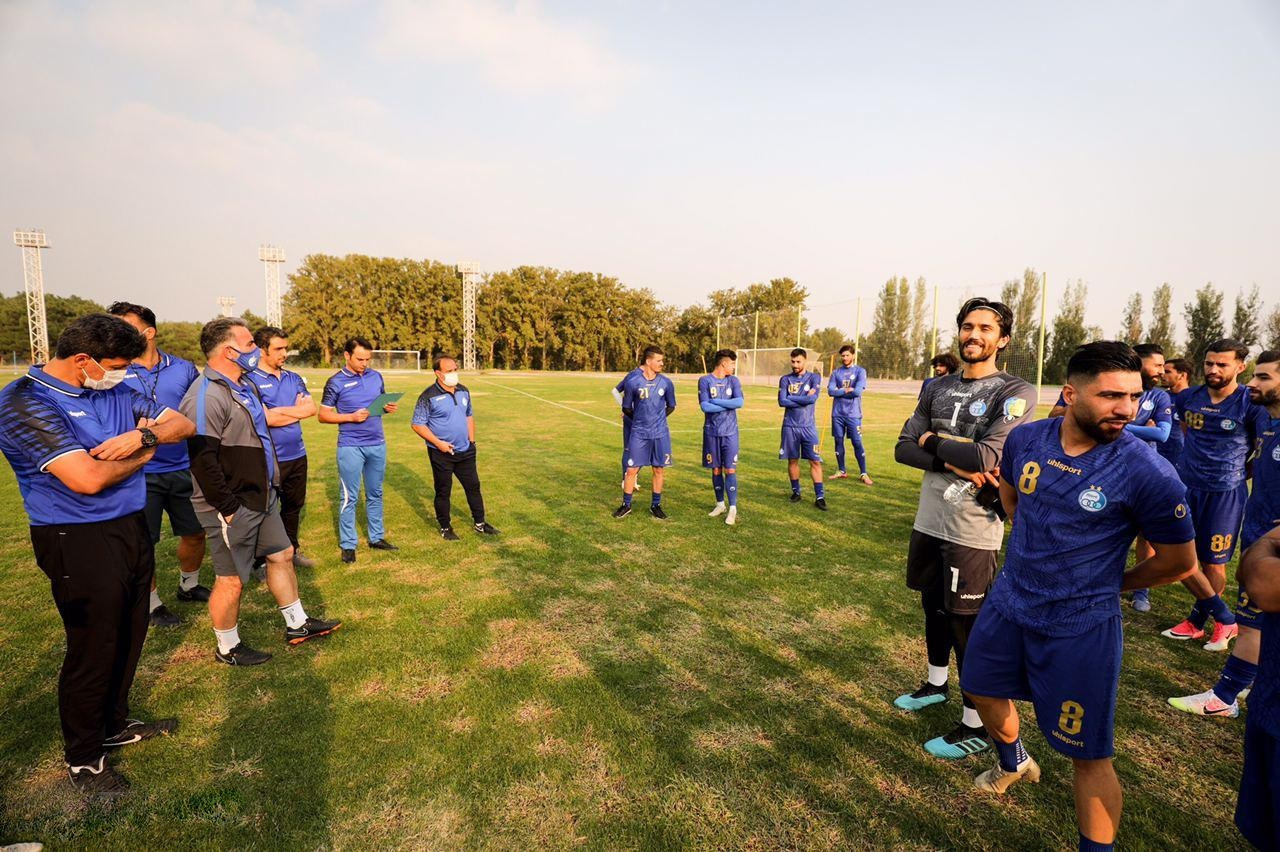
در نیم‌فصل اول این فصل استقلال هفت زمین تمرین عوض کرد و مدیران این تیم نتوانستند یک زمین تمرین مناسب برای تیم فراهم کنند.

فصل ۱۴۰۰–۱۳۹۹ از لحاظ پیدا کردن زمین تمرین برای تیم استقلال تبدیل به یکی از دشوارترین فصل‌های تاریخ این باشگاه شد. استقلال تا پیش از انقلاب ۱۳۵۷ مشکل خاصی از لحاظ زمین تمرینی نداشت و معمولاً تمرین‌های این تیم در ورزشگاه دیهیم در شرق تهران انجام می‌شد. بعد از انقلاب استقلال تا سال‌ها در ورزشگاه مرغوبکار در جنوب تهران تمرین می‌کرد. اما در سال‌های اخیر و به ویژه در این فصل استقلال همواره با مشکل پیدا کردن زمین تمرین مناسب روبه‌رو بود. وبگاه همشهری در گزارشی از این موضوع با عنوان در به دری استقلال نام برد. استقلال در طی تنها نیم‌فصل نخست در هفت زمین تمرینی مختلف به تمرین کردن پرداخت. این مسئله حواشی فراوانی برای باشگاه و بازیکنان تیم ایجاد کرد.
مشکل زمین تمرین مناسب در حالی گریبان‌گیر تیم استقلال شد که در در زمستان ۱۳۹۴ شهرداری تهران تصمیم گرفت به دلیل بالا بودن هزینه نگهداری، دو ورزشگاه شهید کاظمی را که در منطقه ۱۸ شهرداری واقع شده را به تیم استقلال و ورزشگاه امام رضا را که در منطقه ۱۹ شهرداری واقع شده به تیم پرسپولیس واگذار کند تا این دو باشگاه ضمن استفاده از این ورزشگاه‌ها هزینه‌های نگهداری آن‌ها را نیز متقبل بشوند. با دخالت مسئولان باشگاه پرسپولیس و به ویژه جعفر کاشانی از اعضای هیئت مدیره آن زمان این باشگاه، ورزشگاه شهید کاظمی که در ابتدا به نام ناصر حجازی کلنگ خورده بود و شرایط بهتری نیز داشت از اختیار باشگاه استقلال خارج و به تیم پرسپولیس واگذار شد. هم‌اکنون استقلال به دلیل دوری ورزشگاه امام رضا و زمین چمن مصنوعی آن از این ورزشگاه برای برگزاری جلسات تمرینی استفاده نمی‌کند.
استقلال مالک یک ورزشگاه دیگر هم هست: استقلال مالک کمپ ناصر حجازی است اما بی‌توجهی مدیران استقلال در چند فصل اخیر باعث شده بود تا نه این مجموعه و نه زمین چمن آن هیچ‌کدام کیفیت لازم برای برگزاری جلسات تمرینی استقلال را نداشته باشند.

## بازی‌های دوستانه
| ۲۸ مهر ۱۳۹۹ دوستانه ۱                              | استقلال               | ۲–۱           | نفت مسجدسلیمان | تهران                                        |
| ۱۴:۵۰ IRST (یوتی‌سی ۳:۳۰+)                          | ریگی ۲۸' · رضاوند ۳۴' | ایسنا ورزش سه | نیایش ۷۳'      | ورزشگاه: زمین شماره ۲ آزادی داور: هامون قراب |
| یادداشت: این دیدار در دو وقت ۴۰ دقیقه‌ای برگزار شد. |                       |               |                |                                              |

| ۳ آبان ۱۳۹۹ دوستانه ۲                        | استقلال                  | ۱–۰          | هوادار | تهران                                        |
| ۱۴:۵۵ IRST (یوتی‌سی ۳:۳۰+)                    | شجاعیان '۱۷ · رضاوند ۴۱' | فارس ورزش سه |        | ورزشگاه: زمین شماره ۲ آزادی داور: سجاد کیانی |
| یادداشت: مربی تیم هوادار غلامرضا عنایتی بود. |                          |              |        |                                              |

| ۶ آبان ۱۳۹۹ دوستانه ۳                                                                                  | استقلال            | ۱–۱          | شهرداری آستارا      | تهران                       |
| ۱۴:۵۰ IRST (یوتی‌سی ۳:۳۰+)                                                                              | غفوری پنالتی' (۸۲) | فارس ورزش سه | رضاپور پنالتی' (۸۸) | ورزشگاه: زمین شماره ۲ آزادی |
| یادداشت: خطای پنالتی تیم استقلال بر روی مهدی قایدی صورت گرفت. مربی تیم شهرداری آستارا حسین اشجاری بود. |                    |              |                     |                             |

| ۹ آبان ۱۳۹۹ دوستانه ۴                        | استقلال                                | ۳–۰          | چوکا تالش | تهران                       |
| ۱۴:۵۰ IRST (یوتی‌سی ۳:۳۰+)                    | یزدانی ۵۷' · اسماعیلی ۶۲' · رضاوند ۶۵' | فارس ورزش سه |           | ورزشگاه: زمین شماره ۲ آزادی |
| یادداشت: مربی تیم چوکای تالش هادی شکوری بود. |                                        |              |           |                             |

## مرور فصل

### لیگ برتر

#### نیم‌فصل اول

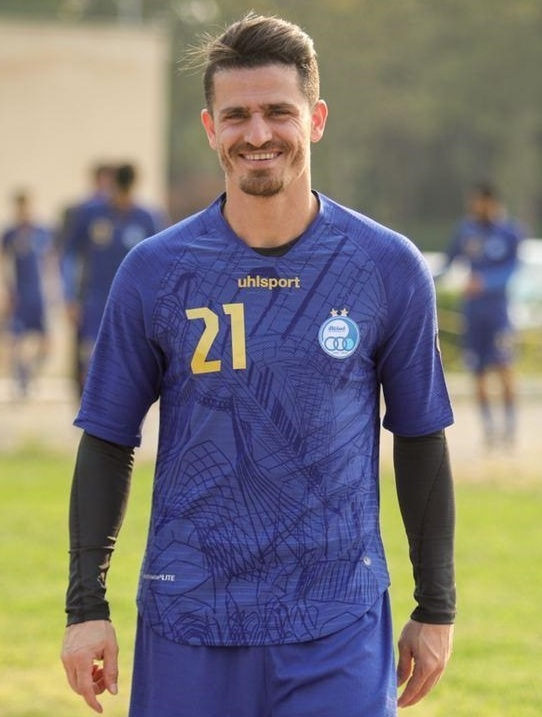
وریا غفوری، کاپیتان استقلال، نخستین گل تیم در فصل جدید را به ثمر رساند.

در ۲۱ مهر بازی‌های لیگ برتر فصل ۱۴۰۰–۱۳۹۹ قرعه‌کشی شد. پرویز مظلومی سرپرست و مهدی نوروزی معاون اقتصادی استقلال نمایندگان استقلال در مراسم قرعه‌کشی بودند. در ابتدا تاریخ شروع بازی‌های این فصل از لیگ برتر دهم آبان اعلام شد و سپس با اطلاعیه‌ای که از سوی ستاد ملی مقابله با ویروس کرونا منتشر شد تاریخ شروع بازی‌ها با یک هفته تعویق به شانزدهم آبان موکول شد.
استقلال در ۱۷ آبان در ورزشگاه خالی از تماشاگر آزادی توانست با نتیجه ۲–۰ مس رفسنجان را شکست دهد. گل‌های استقلال را وریا غفوری و امیرارسلان مطهری در دقایق ۵۸ و ۶۶ به ثمر رساندند. پس از ۴ فصل این نخستین بار بود که استقلال لیگ را برد شروع کرد. پنجره نقل و انتقالات استقلال در زمان برگزاری هفته نخست لیگ همچنان بسته بود به این ترتیب استقلال نتوانست از خریدهای جدیدش استفاده کند. پنجره نقل و انتقالات استقلال در نهایت در ۱۹ آبان از سوی فیفا باز شد و استقلال سرانجام توانست قراردادهای بازیکنان جدیدش را ثبت کند.
رقابت‌های هفته دوم لیگ به دلیل برگزاری اردوی تیم ملی فوتبال به تأخیر افتاد و استقلال دیدار هفته دومش را در ۳۰ آبان برگزار کرد. استقلال در این بازی که برابر فولاد اهواز و در ورزشگاه اختصاصی این تیم، فولاد آرنا برگزار شد با نتیجه ۱–۲ تن به شکست داد تا نخستین شکست فصل استقلال خیلی زود و در هفته دوم رقم بخورد. تک گل استقلال را وریا غفوری از روی نقطه پنالتی زد. استقلال در دقایق پایانی بازی را ده نفره ادامه داد: دانشگر در دقیقه ۸۸ به دلیل برخورد با تابلوی تبلیغاتی کنار زمین مصدوم شد و نتوانست به بازی ادامه دهد و در پی ناهماهنگی از سوی کادر پزشکی، فکری از این اتفاق با خبر نشد و استقلال تا دقیقه ۹۰+۶ بازی را ده نفره دنبال کرد.

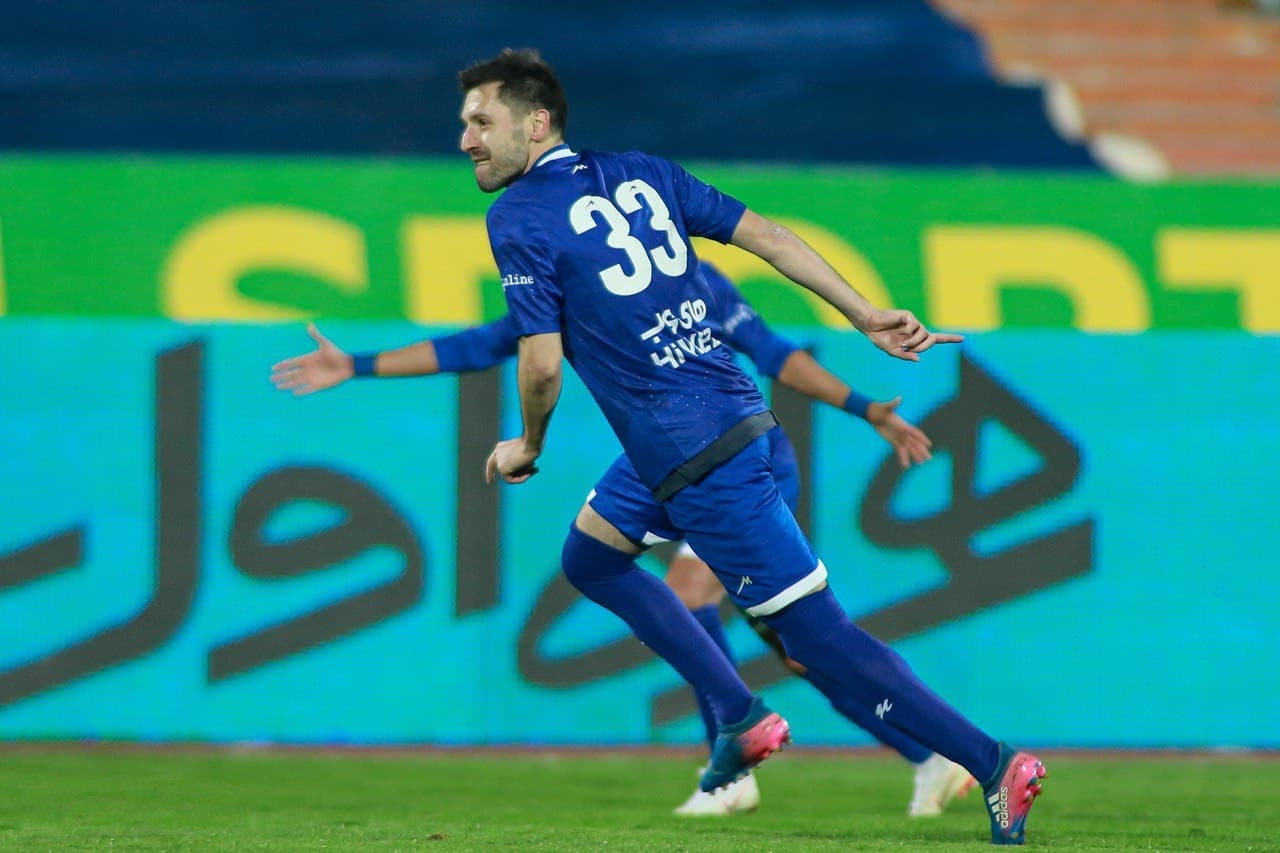
هروویه میلیچ در بازی با ماشین‌سازی تبریز از روی ضربه ایستگاهی استقلال را به گل رساند.

استقلال در هفته سوم میزبان ماشین‌سازی تبریز بود و این دیدار با برد ۱–۰ آبی‌پوشان به پایان رسید. تک گل استقلال توسط میلیچ از روی یک ضربه ایستگاهی به ثمر رسید. نتیجه هفته چهارم اولین تساوی این فصل را برای استقلال ثبت نمود. در این هفته استقلال با تساوی ۰–۰ برابر پیکان در ورزشگاه شهدای شهرقدس متوقف شد. به دلیل کیفیت بد چمن ورزشگاه رضاوند و ریگی به دلیل مصدومیت تعویض شدند.
در هفته پنجم لیگ برتر استقلال در ورزشگاه آزادی تهران با تساوی ۱–۱ در برابر نفت آبادان متوقف شد و برای دومین هفته متوالی در کسب برد ناموفق بود. تنها گل استقلال توسط احمد موسوی به ثمر رسید. استقلال در هفته ششم و در مشهد با گل‌های خاقانی و دانشگر با حساب ۰–۲ از سد تیم شهرخودرو با مربیگری مهدی رحمتی گذشت و نخستین برد استقلال در خارج از خانه رقم خورد. با این برد استقلال یازده امتیازی شد و برای اولین بار در این فصل صدرنشینی را تجربه کرد.
در جلسه هیئت مدیره باشگاه استقلال به تاریخ ۲۶ آذر ۱۳۹۹ احمد مددی به عنوان مدیرعامل این باشگاه انتخاب شد. این انتخاب بدون حاشیه نبود و اسماعیل خلیل‌زاده رئیس هیئت مدیره استقلال حکم مدیرعاملی احمد مددی را امضا نکرد.
در هفته هفتم سومین تساوی فصل برای آبی‌پوشان ثبت شد و استقلال با تساوی ۰–۰ در ورزشگاه فولادشهر در برابر ذوب‌آهن متوقف شد. بازی هفته هشتم استقلال در برابر تیم پرسپولیس به تعویق افتاد و این تیم در ۱۰ دی به مصاف تیم گل‌گهر با سرمربی‌گری امیر قلعه‌نویی، مربی پیشین استقلال، رفت. استقلال در این بازی تا قبل از دقیقه ۱۵ دو بار دروازه تیم سیرجانی را گشود و با تک گلی که در نیمه دوم دریافت کرد با حساب ۱–۲ برنده شد. در این بازی داور دو ضربه پنالتی برای استقلال و یک ضربه پنالتی برای گل‌گهر اعلام کرد که وریا غفوری در گل کردن پنالتی دوم ناموفق بود. در پایان این هفته باز استقلال به صدر جدول صعود کرد. هروویه میلیچ مدافع استقلال که در این بازی در ترکیب تیمش حاضر نبود در شبکه‌های اجتماعی به این موضوع واکنش نشان داد. این کار باعث شد تا محمود فکری دیگر به میلیچ اجازه حضور در تمرینات را ندهد.
استقلال در هفته دهم میزبان آلومینیوم اراک بود. این بازی با پیروزی ۲–۰ در برابر استقلال به پایان رسید. گل‌های استقلال توسط مطهری در نیمه اول و قایدی در نیمه دوم به ثمر رسید. این برد تأیید بر صدرنشینی استقلال در این هفته از لیگ برتر بود.

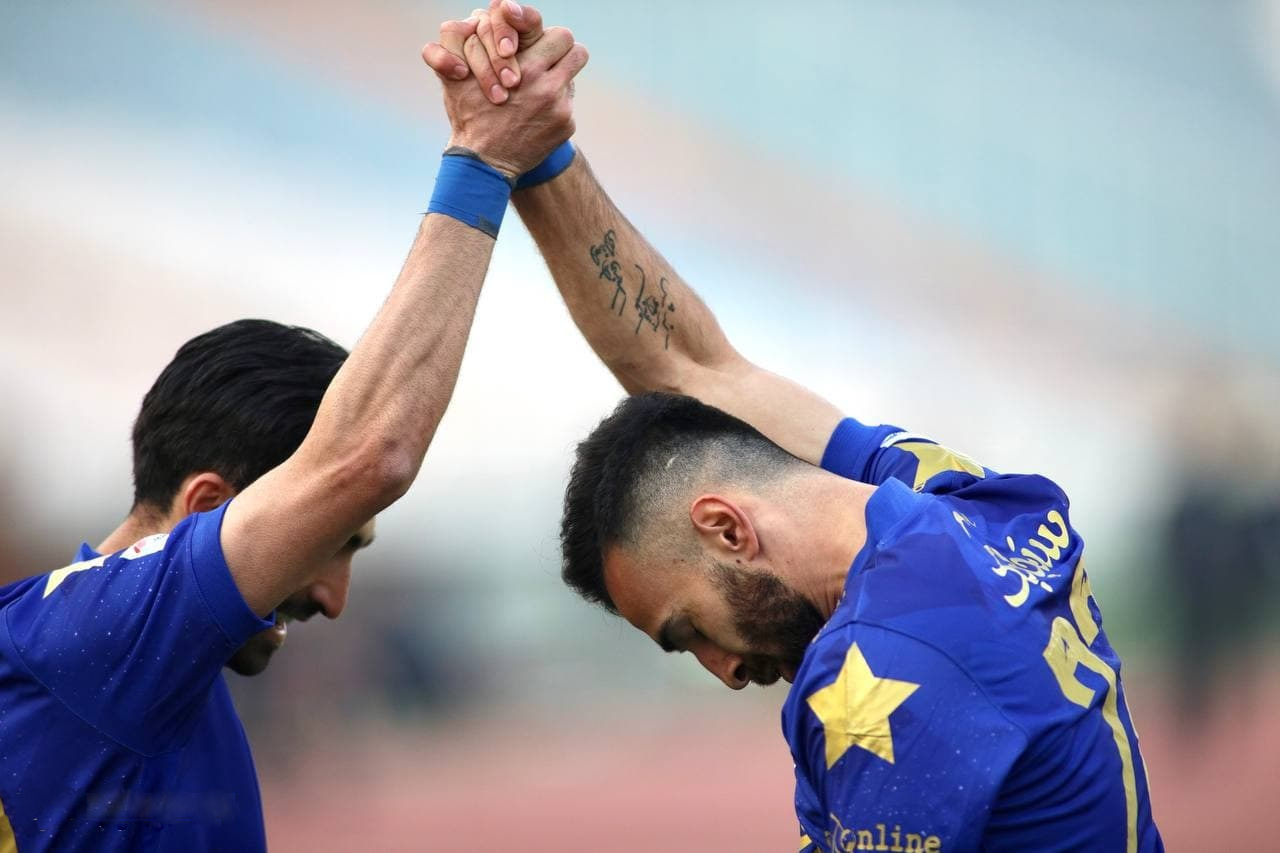
شادی موسوی و مطهری بعد از گل ثانیه ۶۷ استقلال در شهرآورد تهران.

بازی دهم این فصل استقلال برگزاری نود و چهارمین شهرآورد تهران در ۲۲ دی بود. این بازی نیز همانند دو شهرآورد قبلی با نتیجه ۲–۲ به پایان رسید. در این دیدار استقلال توسط مطهری در حالی به گل رسید که فقط ۶۷ ثانیه از شروع بازی گذشته بود. این گل دومین گل سریع تاریخ شهرآورد تهران لقب گرفت. پرسپولیس نیمه دوم را تهاجمی شروع کرد و در پی اشتباهات متوالی مدافعان آبی‌پوش به دو گل رسید تا پیش بیافتد. استقلال که تا دقیقه ۹۰+۳ بازنده بازی بود در این لحظه با ضربه قایدی به گل تساوی دست یافت تا چهل و چهارمین تساوی شهرآورد تهران رقم بخورد. این گل دیرهنگام‌ترین گل استقلال در وقت‌های قانونی بازی در تاریخ داربی بود. این نتیجه مساوی در شرایطی به دست آمد که تصمیمات داوری مورد اعتراض مربی استقلال واقع شد و وی معتقد بود داور یک پنالتی به سود استقلال را نگرفت و یک بازیکن پرسپولیس را اخراج نکرد.
بازی هفته یازدهم نیز با برد برای استقلال به پایان رسید. در این هفته آبی‌پوشان با حساب ۱–۳ تیم تراکتور را در تبریز و در ورزشگاه خانگیش از پیش رو برداشت. دیاباته که در فصل قبل در این ورزشگاه هتریک کرده بود در این بازی دو گل دیگر زد تا تعداد گل‌هایش را برابر این تیم به عدد ۵ برساند. دیگر گل استقلال توسط قایدی زده شد. با این پیروزی استقلال به صدر جدول بازگشت.
بعد از بازی با تراکتور پرویز مظلومی، سرپرست استقلال، به برنامه‌ریزی سازمان لیگ در برگزاری بازی‌ها اعتراض کرد. مظلومی معتقد بود سازمان لیگ در برنامه‌ریزی بازی‌ها عدالت را رعایت نمی‌کند و تمامی بازی‌های استقلال قبل از بازی پرسپولیس انجام می‌شود و پرسپولیس در حالی به زمین مسابقه می‌رود که از نتیجه بازی استقلال آگاهی دارد. عدم برگزاری بازی‌های عقب افتاده تیم پرسپولیس از دیگر موارد مورد اعتراض مظلومی بود. در ۳ بهمن تیم استقلال در بیانه‌ای اعلام کرد با اعتراض به عملکرد گزینشی این برنامه در برخورد با مشکلات حاشیه‌ای تیم استقلال و تلاش این برنامه در دامن زدن به این مشکلات و در دیگر سو نپرداختن به مشکلات حاشیه‌ای تیم‌های دیگر، اعلام کرد که بازیکنان این تیم دیگر در این برنامه حاضر نخواهند شد. رعایت نکردن عدالت در مورد تیم استقلال مورد اعتراض احمد مددی، مدیر عامل این تیم نیز واقع شد.
در هفته دوازدهم دومین شکست فصل استقلال رقم خورد. استقلال به مصاف تیم سایپا رفت و با گلی که در آغاز نیمه دوم دریافت کرد بازی را با نتیجه ۰–۱ به نارنجی‌پوشان واگذار کرد. با وجود این شکست استقلال همچنان در پایان هفته دوازدهم در صدر جدول رقابت‌ها باقی ماند. استقلال برای بازی سیزدهم فصل به مسجدسلیمان رفت و در برابر نفت مسجدسلیمان با تساوی ۱–۱ متوقف شد. در این بازی حسینی دروازه‌بان استقلال به اشتباه دروازه خودی را گشود و وریا غفوری در نیمه دوم تک گل آبی‌پوشان را زد تا پنجمین تساوی فصل استقلال رقم بخورد. تیم استقلال در نیمه دوم این بازی بارها تا مرز باز کردن دروازه تیم میزبان پیش رفت اما تیر دروازه در سه نوبت نجات‌بخش تیم مسجدسلیمانی شد. بابک مرادی خرید تازه استقلال در این فصل که در این بازی به عنوان بازیکن تعویضی به میدان آمده بود با نمایش خوبی که داشت پایه‌گذار گل تساوی استقلال شد.
در ۱۵ بهمن فیفا پنجره نقل و انتقالاتی استقلال را به دلیل پرداخت نکردن طلب ۱۴۰ هزار دلاری نیکولای بودروف، مدافع فصل قبل این تیم، بست. این دومین بار در طول این فصل و سومین بار در از فصل ۹۶–۱۳۹۵ بدین سو بود که استقلال از سوی فیفا جریمه شد.
در ۱۷ بهمن استقلال در هفته چهاردهم در آزادی میزبان نساجی مازندران بود و برابر رقیب شمالی‌اش به برتری ۱–۰ رسید. در این بازی اسماعیلی در دقیقه ۸۶ تک گل آبی‌پوشان را به ثمر رساند. قایدی در دقیقه ۹۰ در گل کردن ضربه پنالتی ناموفق بود. با این نتیجه استقلال به صدر جدول بازگشت.
برای آخرین بازی نیم‌فصل اول استقلال به اصفهان رفت تا در ۲۵ بهمن با رقیب مستقیمش یعنی سپاهان رودررو شود. استقلال این بازی را با شکست ۰–۲ به پایان رساند. در این بازی شاگردان فکری بازی خوبی را به نمایش نگذاشتند و با دریافت دو گل در نیمه اول بازی را به حریف اصفهانی واگذار کردند. با این نتیجه استقلال علاوه بر شکست در هماوردی‌اش با سپاهان به رده سوم جدول سقوط کرد.

تجمع هواداران استقلال مقابل مجلس

#### تعطیلات نیم‌فصل

تجمع هواداران استقلال مقابل مجلس

با پایان نیم‌فصل اول استقلال به سرعت وارد حاشیه شد؛ مهدی قایدی ستاره استقلال از حضور در تمرینات تیم سر باز زد. وی به مبلغ پایین قراردادش اعتراض داشت.
بعد از نتایج ناامید کننده استقلال در نیم فصل اول و ضعف کادر مدیریتی باشگاه در نقل و انتقالات هوادارن استقلال در ۵ اسفند در مقابل ساختمان مجلس شورای اسلامی تجمع کردند. هوادران تیم آبی‌پوش پایتخت با شعارهای خود علیه احمد مددی مدیرعامل و اسماعیل خلیل‌زاده رئیس هیئت مدیره این باشگاه، خواهان جدایی آنها بودند. استقلالی‌ها همچنین با شعارهای مختلف وزارت ورزش را مقصر ناکامی‌های چند سال اخیر استقلال معرفی کردند. وزیر ارتباطات، آذری جهرمی از دیگر وزرای دولت روحانی بود که با عملکردش در مورد تیم استقلال مورد اعتراض هواداران تیم آبی‌پوش پایتخت قرار گرفته بود. همچنین تعدادی از هواداران علیه فکری شعار دادند و خواهان جدایی او از استقلال بودند.

#### نیم‌فصل دوم
استقلال در نخستین بازی نیم‌فصل دوم در ۱۱ اسفند در رفسنجان به دیدار تیم مس رفسنجان رفت و در پایان نود دقیقه به نتیجه تساوی ۱–۱ رسید. ابتدا تیم مس توسط زاهدی روی اشتباهات مدافعان استقلال به گل رسید ولی در ادامه ارسال کرنر توسط قایدی با ضربه سر فرشید باقری همراه شد تا بازی در دقیقه ۵۲ به تساوی کشیده شود. اما تا پایان بازی تغییری در این نتیجه ایجاد نشد تا به این ترتیب استقلال دو امتیاز دیگر از دست بدهد و فاصله این تیم با صدر جدول به شش امتیاز برسد.
این تساوی تبعات فراوانی برای کادر مربی‌گری استقلال داشت و فکری یک روز بعد از این نتیجه از سمت خود استعفا داد. این استعفا در پی نتایج ضعیف استقلال در پنج بازی اخیر این تیم بود که با دو شکست، دو تساوی و تنها یک پیروزی نه تنها صدر جدول را از دست داد بلکه به رتبه سوم نیز سقوط کرد. فکری در حالی بعد از هفته شانزدهم از سمتش استعفا داد که هیئت مدیره استقلال از مدت‌ها پیش قصد برکناری فکری را داشت اما فکری با دخالت و حمایت مستقیم شخص وزیر ورزش با وجود کسب نتایج ضعیف در سمتش باقی‌مانده بود. در پی استعفای فکری دستیاران وی نیز از سمت‌های خود استعفا دادند. یک روز پس از استعفای فکری و در حالی که نام‌هایی همچون امیر قلعه‌نویی، جواد نکونام، ساکت الهامی و فرهاد مجیدی برای سمت مربی‌گری استقلال مطرح بودند، فرهاد مجیدی کاپیتان پیشین استقلال و مربی این تیم در دو فصل اخیر برای سومین بار به عنوان سرمربی استقلال برگزیده شد. مجیدی در نخستین گام مربیان و دستیاران خود را تعیین کرد: که بهزاد غلامپور به عنوان مربی دروازه‌بان‌ها و فراز کمالوند به عنوان مدیر فنی در استقلال مشغول به کار شدند. صالح مصطفوی و بهزاد نوشادی نیز از دیگر اعضای کادر فنی استقلال بودند.
استقلال در ۱۶ اسفند با کادر فنی جدید در ورزشگاه آزادی میزبان فولاد خوزستان بود و در یک بازی جذاب و با تک گل مطهری از روی نقطه پنالتی توانست این تیم را را با نتیجه ۱–۰ شکست داد. به این ترتیب مجیدی برای سومین بار کارش در استقلال را با برد آغاز کرد.
انتصاب‌های جدید در باشگاه ادامه یافت و در ۱۸ اسفند نصرالله عبداللهی مدافع سال‌های دور و سرپرست استقلال در سال‌های بعد مجدداً به عنوان سرپرست برگزیده شد و فرزاد مجیدی، کاپیتان و دیگر بازیکن پیشین استقلال نیز به عنوان کمک سرپرست استقلال انتخاب شد. این نخستین مرتبه‌ای بود که پستی به عنوان کمک سرپرست در چارت سازمانی استقلال دیده شد. در ۲۳ اسفند میلیچ که در دی ماه ایران را به دلیل عدم دریافت مطالباتش ترک کرده بود به ایران بازگشت.
استقلال در آخرین بازی‌اش در سال ۱۳۹۹ به مصاف تیم ماشین‌سازی تبریز رفت. این بازی با حساب ۰–۲ به سود استقلال به پایان رسید. گل اول استقلال اینگونه به ثمر رسید که کرنر قایدی با ضربه کتف نادری وارد دروازه تیم تبریزی شد. این گل در حالی به نام نادری ثبت شد در ابتدا گمان می‌شد این گل توسط نعمتی بازیکن ماشین‌سازی به ثمر رسیده‌است اما با بررسی دقیق فایل ویدیویی مشخص شد گل توسط نادری به ثمر رسیده‌است. در گل دوم نیز نقش قایدی کاملاً مشهود بود و این بار این بازیکن با دادن پاس گل به مطهری زمینه‌ساز گل دوم استقلال شد. پس از این مسابقه و به دلیل نزدیکی به پایان سال و عید نوروز تمرینات استقلال تا ۲ فروردین ۱۳۴۰۰ تعطیل شد.
در ۲۸ اسفند با اعلام باشگاه استقلال و در پی پرداخت بدهی‌های خارجی استقلال پنجره نقل و انتقالاتی تیم باز شد و استقلال توانست قراردادهای بازیکنان جدیدش را ثبت کند. در آخرین روز سال ۱۳۹۹ اسامی بازیکنان دعوت شده به اردوی تیم ملی برای یک دیدار دوستانه برابر تیم ملی سوریه اعلام شد و در میان دعوت شدگان ۳ بازیکن استقلال، محمدرشید مظاهری، عارف غلامی و مهدی قایدی نیز حضور داشتند. ۴ فروردین تست کرونای تعدادی از بازیکنان و پرسنل استقلال مثبت اعلام شد. ۹ نفر از اعضای تیم استقلال از جمله ۵ بازیکن این تیم به کرونا مبتلا شدند و از میان بازیکنان تیم هر ۳ بازیکن ملی‌پوش استقلال نیز دیده می‌شدند. فرزاد مجیدی، دستیار سرپرست استقلال، تنها عضو تیم بود که به دلیل ابتلا به کرونا در بیمارستان بستری شد.
با پایان تعطیلات سال نو بازی‌های لیگ برتر پییری شدند و در ۱۴ فروردین در قالب رقابت‌های هفته نوزدهم آبی‌های پایتخت میزبان پیکان بودند که این بازی با نتیجه مساوی ۰–۰ پایان یافت. با توجه به تساوی پرسپولیس در دیدارش در مشهد، استقلال با کسب پیروزی در این بازی می‌توانست اختلاف خود را با پرسپولیس به ۲ امتیاز کاهش دهد که این اتفاق رخ نداد. یک روز پیش از برگزاری این بازی استقلال از ستاد مقابله با کرونا در فوتبال درخواست کرده بود که بازی هفته بیستم استقلال برابر تیم صنعت نفت آبادان به دلیل وجود تعدادی بازیکن مبتلا به کووید-۱۹ در تیم استقلال و نزدیکی زمان برگزاری بازی‌های استقلال در لیگ قهرمانان آسیا ۲۰۲۰ به تعویق بیفتند که سازمان لیگ برتر با این تعویق بازی موافقت کرد.
پس از بازگشت استقلال از عربستان فراز کمالوند به عنوان سرمربی تیم سایپا انتخاب شد و از ادامه همکاری در استقلال انصراف داد. در تاریخ دوازدهم اردیبهشت برای چندمین بار در فصول اخیر پنجره نقل و انتقالاتی استقلال بسته شد. این بار به خاطر شکایت میلیسیچ لکیچ مربی فصل پیش استقلال این اتفاق رخ داد. بدهی باشگاه استقلال به این مربی صربستانی ۲۰ هزار یورو می‌باشد. اولین بازی استقلال پس از پایان مرحله گروهی لیگ قهرمانان آسیا در برابر تیم ذوب‌آهن در تهران بود که در کمال ناباوری آبی‌پوشان این بازی را با حساب دو بر صفر واگذار کردند. در این بازی بازیکنان استقلال بارها تا گشودن دروازه تیم اصفهانی پیش رفتند ولی موفق به گلزنی نشدند. با اخطاری که رضاوند در این بازی گرفت از حضور دربی نود و پنجم محروم شد.
در تاریخ بیست و چهارم اردیبهشت استقلال به مصاف پرسپولیس رفت. این بازی که از بازیهای هفته ۲۳ لیگ برتر بود نود و پنجمین شهرآورد تهران را رقم زد. استقلال در این بازی برتری محسوسی نسبت به حریف سرخپوش خود داشت. در دقیقه دو این بازی، وحید امیری پای مهدی قایدی را داخل محوطه جریمه لگد کرد اما اکبریان، داور مسابقه پنالتی صحیح استقلال را اعلام نکرد. ولی با گلی که در دقیقه ۵۶ توسط آل کثیر دریافت کرد بازنده این بازی بزرگ شد. در دقایق پایانی این بازی درگیری بین بازیکنان دو تیم صورت گرفت که حاصل این درگیری اخراج فرجی از پرسپولیس و غلامپور (مربی دروازه‌بانان استقلال) بود.
در بازی معوقه از هفته بیستم، آبی‌ها مهمان صنعت نفت آبادان بود. استقلال در این دیدار علی‌رغم نمایش نسبتاً ضعیفی که داشت، در دقیقه ۹۵ با تک گل آرمان رمضانی بازیکن تعویضی استقلال به بردی شیرین رسید. در این بازی حمید حاج ملک داور مسابقه عملکردی بسیار بدی از خود به نمایش گذاشت و به گفته کارشناسان او باید برای استقلال یک ضربه پنالتی اعلام می‌کرد و همچنین گل مردود شده مهدی قایدی نیز باید سالم اعلام می‌شد.
استقلال در آخرین بازی معوقه اش از هفته بیست و یکم، به مصاف پدیده رفت و با دو گل رمضانی و قایدی برنده شد. آبی‌ها سپس در بازی بعدی گل گهر را هم با همین نتیجه در خانه مغلوب کردند.
اما در قالب هفته ۲۵ لیگ برتر، استقلال مهمان آلومینیوم اراک بود و در یک بازی سرد و کسل کننده، دو تیم به تساوی ۰–۰ رضایت دادند. شاگردان مجیدی در این مسابقه عملکرد خوبی از خودشان به جا نگذاشتند، ولی نمی‌توان گل سالم ارسلان مطهری را نادیده گرفت که داور به اشتباه آن را مردود اعلام کرد.
استقلال در بازی بعدی میزبان تراکتور تبریز بود که با گل به خودی هادی محمدی و مهدی قایدی ستاره جوان این تیم، ۲ بر ۱ سرخپوشان تبریزی را شکست دادند. البته آبی‌ها هم مثل همیشه یک پنالتی هم از داور طلبکار شدند.
در روز نوزدهم تیرماه آبی پوشان موفق به شکست دو گله ساپیا قعرنشین در دقایق پایانی شدند و توانستند سهمیه آسیایی خود را با برد در این بازی قطعی کنند. همچنین در قالب هفته ۲۸ لیگ دوستاره‌های ایران، نفت مسجد سلیمان را با تک گل سبحان خاقانی و در نبود بازیکنان اصلی و ستاره‌ها در ورزشگاه آزادی مغلوب کردند.
آبی‌ها نیز در بازی بعدی خود مقابل نساجی مازندران در قائم شهر توانستند ۳–۱ این تیم را شکست بدهند. فرهاد مجیدی در این بازی به بازیکنان اصلی خود از جمله قایدی، یزدانی، حسینی و اسماعیلی استراحت داد و از بازیکنان ذخیره استفاده کرد.
در نهایت تیم استقلال در آخرین دیدار خود در لیگ بیستم و در یک بازی نسبتاً تشریفاتی ۱–۲ مغلوب زردپوشان اصفهانی شد. گل زیبای مهدی مهدی پور از روی ضربه کاشته، تک گل آبی‌ها را در این مسابقه رقم زد.
در این فصل استقلال نتایج بسیاری بدی کسب کرد و نتوانست هوادارن خود را راضی کند.

### جام حذفی
استقلال از مرحله یک شانزدهم نهایی وارد جام حذفی ۱۴۰۰–۱۳۹۹ شد. قرعه‌کشی این مرحله در تاریخ هشتم اسفند انجام شد و طبق قرعه انجام شده استقلال در ۲۱ اسفند در ورزشگاه شهدای شهرقدس به مصاف تیم پیکان رفت. این بازی که دومین بازی استقلال با هدایت کادر فنی جدید بود با حساب ۱–۲ به سود استقلال به پایان رسید. برای استقلال دیاباته از روی نقطه پنالتی و دانشگر در نیمه اول گل زدند و تک گل میزبان نیز در نیمه دوم توسط ابراهیم صالحی به ثمر رسید. در صحنه حطای بازیکن پیکان که منجر به اعلام پنالتی شد داور ابتدا مجید عیدی را به دلیل خطا بر روی دیاباته در محوطه جریمه اخراج کرد ولی پس از مشورت با کمک خود کارت قرمز را پس گرفت و به بازیکن خاطی پیکان کارت زرد داد. پس از این بازی فرهاد مجیدی دانشگر را به دلیل مسائل انضباطی از حضور در تمرینات تیم منع کرد و در اختیار باشگاه قرار داد.
استقلال طبق قرعه‌کشی انجام شده در مرحله یک‌هشتم‌نهایی جام حذفی در ورزشگاه آزادی میزبان تیم ذوب‌آهن اصفهان بود که با حساب دو بر یک به پیروزی رسید و به جمع هشت نهایی پیوست. در این بازی فرشید اسماعیلی موفق به زدن هر دو گل استقلال شد و تک گل تیم اصفهانی توسط بیدوف به ثمر رسید.
در قالب مرحله یک چهارم نهایی استقلال به مصاف رقیب سنتی اش، پرسپولیس رفت. استقلال با وجود ارائه یک بازی برتر نسبت به حریف، نتوانست گلی در طول ۱۲۰ دقیقه به ثمر برساند و در نهایت در ضربات پنالتی با درخشش دروازه بانش سید حسین حسینی به مرحله بعدی صعود کرد. در مرحله نیمه نهایی مقابل گل گهر قرارگرفت که در نهایت ۲–۱ از سد این تیم عبور کرد. در دیدار پایانی این رقابت‌ها در ضربات پنالتی مقابل فولاد باخت درحالی که حسینی و دانشگر را به علت محرومیت در اختیار نداشت.
پس از این باخت محمد نادری از این تیم جدا شد و به تیم آلتای اسپور ترکیه پیوست.
باخت استقلال مقابل فولاد مورد انتقاد بسیاری از پیشکسوت‌های این تیم قرار گرفت و بیشتر آنها مدیریت را مقصر می‌دانستند.

### لیگ قهرمانان آسیا
استقلال جواز حضور در لیگ قهرمانان آسیا ۲۰۲۱ را کسب کرده بود. در ۱۲ دی کنفدراسیون فوتبال آسیا فهرست تیم‌هایی که مجوز حرفه‌ای دریافت کرده‌اند را اعلام کرد. از میان هجده تیم ایرانی که درخواست این مجوز را داده بودند تنها شش تیم این مجوز را دریافت کردند که استقلال هم یکی از آن‌ها بود. دریافت این مجوز به استقلال اجازه حضور در لیگ قهرمانان آسیا را داد. در ۳ بهمن کنفدراسیون فوتبال آسیا اعلام کرد که سهمیه ایران از ۲ تیم در مرحله گروهی و ۲ تیم در مرحله مقدماتی به ۳ تیم در مرحله گروهی و ۱ تیم در مرحله مقدماتی افزایش یافته. به این ترتیب استقلال بدون حضور در مرحله مقدماتی وارد مرحله گروهی لیگ قهرمانان شد. در ۸ بهمن قرعه‌کشی مرحله گروهی این مسابقات انجام شد و استقلال در گروه C این بازی‌ها با تیم‌های الدحیل قطر، الشرطه عراق و الاهلی عربستان هم‌گروه شد. در ۲۱ اسفند کشورهای میزبان مرحله گروهی مشخص شدند و میزبانی بازی‌های گروه C به شهر جده عربستان سعودی واگذار شد. این در حالی‌ست که ایران نیز درخواست میزبانی از این مسابقات را داده بود اما کنفدراسیون فوتبال آسیا با درخواست ایران موافقت نکرد. در ۲۸ اسفند با اعلام کنفدراسیون فوتبال آسیا بازی‌های لیگ قهرمانان آسیا با حضور تماشاگران برگزار شد. با اعلام میزبانان ساعت برگزاری بازی‌های نیز مشخص شد که بازی‌های گروه استقلال ساعات ۲۲:۱۵ و ۴۵ دقیقه بامداد به وقت تهران برگزار خواهند شد. در کمال تعجب همگان زمین دوم ورزشگاه ملک عبداله شهر جده به عنوان محل برگزاری بازیها مورد تأیید ای‌اف‌سی قرار گرفت. استقلال در اولین بازی خود به مصاف الاهلی عربستان رفت و با نتیجه ۵ بر ۲ از سد این تیم عربستانی گذشت. در این بازی اسماعیلی، نادری، قایدی (۲گل) و دیاباته (پنالتی) برای استقلال گلزنی کردند. مهدی قایدی به عنوان بهترین بازیکن بازی با الاهلی انتخاب شد. استقلال در بازی دوم الشرطه عراق را با سه گل شکست داد. در این بازی نادری، اسماعیلی، دیاباته گلزنان استقلال بودند. آرش رضاوند بهترین بازیکن بازی استقلال و الشرطه شد. برخلاف دو بازی اول که در ساعت ۰۰:۴۵ برگزار شده بودند استقلال در بازی سوم ساعت ۲۲:۱۵ دقیقه اول اردیبهشت به مصاف تیم الدحیل رفت. این بازی پرگل با حساب ۴ بر ۳ به سود تیم قطری پایان یافت. مطهری، اسماعیلی و دیاباته گلهای استقلال در این بازی به ثمر رساندند. به این ترتیب استقلال دور رفت بازیها را با شش امتیاز و در رده دوم جدول به پایان رساند. استقلال در حالی دور برگشت مرحله گروهی را آغاز کرد که مجیدی در بازی با الدحیل از نشستن بر روی نیمکت محروم بود بعد از شکست استقلال در برابر الدحیل کلیپی در فضای مجازی منتشر شد که حاوی صحنه‌های کودک آزاری بود. در این کلیپ دو مرد با اذیت و آزار کودکی از می‌خواستند که علیه استقلال شعار بدهد که این کودک با گفتن من تیمم رو نمی‌فروشم در برابر خواسته نامتعارف این دو شخص مقاومت کرد. بعد از انتشار این کلیپ با راه افتادن هشتگ #من_تیمم_رو_نمی‌فروشم به صورت گسترده از این کودک استقلالی حمایت صورت گرفت. استقلال در بازی چهارم به مصاف الدحیل رفت و در حالی که در این دیدار نیز گل اول بازی را به ثمر رساند در ادامه ۲ بر ۱ از حریف عقب افتاد که با گلزنی در دقیقه ۶۱ بازی را به تساوی رساند و با حساب ۲ بر ۲ این بازی به پایان رسید. دیاباته (پنالتی) و قایدی گلزنان استقلال بودند. در ۵ دقیقه پایان بازی به دلیل مصدومیت دیاباته و پایان محدودیت تعویضی، آبی‌پوشان بازی را ده نفر ادامه دادند. در پایان بازی مهدی قایدی به عنوان بهترین بازیکن زمین انتخاب شد. استقلال در بازی پنجم به مصاف الاهلی عربستان رفت و در شرایطی که زمینه برای برد و صعود فراهم بود با یک بازی کاملاً محتاطانه تن به تساوی بدون گل داد و در پایان این هفته صدرنشین گروه سوم بازیها شد. وریا غفوری به عنوان بهترین بازیکن این بازی انتخاب شد. استقلال در آخرین بازی مرحله گروهی به مصاف الشرطه عراق رفت و با تک گل شیخ دیاباته از نقطه پنالتی موفق به شکست دادن این تیم شد. دیاباته در این بازی یک ضربه پنالتی را نیز از دست داد. برای دومین بار در این بازیها غفوری به عنوان بهترین بازیکن زمین انتخاب شد. استقلال با کسب این برد و سپس با تساوی الاهلی و الدحیل در بازی پایانی گروه سوم، عنوان صدرنشینی گروه مرگ را به دست آورد. با توجه به تغییر فرمت بازیهای لیگ قهرمانان آسیا از این گروه فقط استقلال به مرحله بعدی صعود کرد و تیمهای الاهلی و الدحیل از دور بازیها کنار رفتند.
پس از پایان مرحله گروهی آبی‌های ایرانی حریف آبی‌های عربستانی یعنی تیم الهلال شدند که گفته می‌شود که این بازی در قالب فصل آینده تیم استقلال قرار می‌گیرد.

## رقابت‌ها

### لیگ برتر
برد
      تساوی
      شکست
      لغو
      به تأخیر افتاد
| ۱۷ آبان ۱۳۹۹ ۱            | استقلال                                                           | ۲–۰                             | مس رفسنجان                             | تهران                         |
| ۱۶:۳۰ IRST (یوتی‌سی ۳:۳۰+) | باقری '۴۰ · غفوری ۵۸' · اسماعیلی '۶۵ · مطهری ۶۶' '۷۹ · رضاوند '۸۳ | lineups ورزش سه فارس خلاصه بازی | اسلامی‌خواه '۱۷ آقاجانپور '۵۵ زاهدی '۶۰ | ورزشگاه: آزادی داور: رضا عادل |

| ۳۰ آبان ۱۳۹۹ ۲ | فولاد                                                                            | ۲–۱                             | استقلال                                                 | اهواز                                      |
| ۱۶:۴۰ IRST (یوتی‌سی ۳:۳۰+) | احمدزاده '۶۶ ۷۳' · کولیبالی '۷۹ · درخشان مهر '۸۳ · آبشک '۸۴ · پریرا ۹۰' (پنالتی) | lineups ورزش سه فارس خلاصه بازی | غفوری ۶۳' (پنالتی) · ریگی '۸۶ · غلامی '۸۶ · مرادمند '۸۹ | ورزشگاه: فولاد آرنا داور: محمدحسین زاهدی‌فر |
| یادداشت: سعید عزیزیان مربی دروازه‌بانان تیم استقلال با کارت زرد جریمه شد. نادر غبیشاوی مربی تیم فولاد با کارت زرد جریمه شد. حسین کعبی مربی تیم فولاد با کارت قرمز داور جریمه شد. |                                                                                  |                                 |                                                         |                                            |

| ۵ آذر ۱۳۹۹ ۳                                                   | استقلال   | ۱–۰                             | ماشین‌سازی   | تهران                        |
| ۱۶:۱۵ IRST (یوتی‌سی ۳:۳۰+)                                      | میلیچ ۵۷' | lineups ورزش سه فارس خلاصه بازی | صادقیان '۸۴ | ورزشگاه: آزادی داور: علی بای |
| یادداشت: وحید بیاتلو سرمربی تیم ماشین‌سازی با کارت زرد جریمه شد |           |                                 |             |                              |

| ۱۱ آذر ۱۳۹۹ ۴ | پیکان                             | ۰–۰                             | استقلال    | شهرقدس                                  |
| ۱۶:۱۵ IRST (یوتی‌سی ۳:۳۰+) | عیدی '۴۲ صالحی '۴۸ پورامینی '۴+۹۰ | lineups ورزش سه فارس خلاصه بازی | رضاوند '۱۸ | ورزشگاه: شهدای شهرقدس داور: مهدی سیدعلی |
| یادداشت: حنیف عمران‌زاده مربی تیم استقلال باکارت زرد جریمه شد. محمود فکری سرمربی تیم استقلال به دلیل محرومیت از روی سکوها نظاره‌گر بازی شاگردانش بود. |                                   |                                 |            |                                         |

| ۱۷ آذر ۱۳۹۹ ۵                                                | استقلال                                               | ۱–۱                             | صنعت نفت                 | تهران                          |
| ۱۶:۱۵ IRST (یوتی‌سی ۳:۳۰+)                                    | شجاعیان '۲+۴۵ · موسوی ۵۰' · قایدی '۶۳ · مرادمند '۱+۹۰ | lineups ورزش سه فارس خلاصه بازی | طیبی ۸۲' · آل کثیر '۱+۹۰ | ورزشگاه: آزادی داور: حسن اکرمی |
| یادداشت: محمود فکری سرمربی تیم استقلال با کارت زرد جریمه شد. |                                                       |                                 |                          |                                |

| ۲۳ آذر ۱۳۹۹ ۶             | شهرخودرو                 | ۰–۲                             | استقلال                                            | مشهد                                |
| ۱۵:۴۵ IRST (یوتی‌سی ۳:۳۰+) | معصومی '۲۵ · فرامرزی '۷۳ | lineups ورزش سه فارس خلاصه بازی | خاقانی ۱۲' · شجاعیان '۳۲ · دانشگر ۴۵' · رضاوند '۷۲ | ورزشگاه: امام رضا داور: کوپال ناظمی |

| ۲۸ آذر ۱۳۹۹ ۷             | ذوب‌آهن                           | ۰–۰                             | استقلال     | اصفهان                                 |
| ۱۵:۰۰ IRST (یوتی‌سی ۳:۳۰+) | جهانی '۲۵ حسینی '۴۳ پورافزار '۶۰ | lineups ورزش سه فارس خلاصه بازی | مهدی‌پور '۶۴ | ورزشگاه: فولادشهر داور: مرتضی منصوریان |

| ۸ | استقلال | v | پرسپولیس |  |

| ۱۰ دی ۱۳۹۹ ۹                                                   | گل‌گهر                                                                   | ۱–۲                             | استقلال                                                             | سیرجان                                  |
| ۱۶:۲۰ IRST (یوتی‌سی ۳:۳۰+)                                      | حقیقی '۶ · ابراهیمی '۳+۴۵ · زنده روح ۷۸' (پنالتی) · '۸۶ · علیزاده '۳+۹۰ | lineups ورزش سه فارس خلاصه بازی | غفوری ۸' (پنالتی) · قائدی ۱۴' · دانشگر '۱۵ · غفوری '۲۷ · مظاهری '۸۳ | ورزشگاه: امام علی داور: محمدرضا اکبریان |
| یادداشت: امیر قلعه‌نویی سرمربی تیم گل گهر با کارت زرد جریمه شد. |                                                                         |                                 |                                                                     |                                         |

| ۱۵ دی ۱۳۹۹ ۱۰                                                  | استقلال               | ۲–۰                             | آلومینیوم اراک | تهران                              |
| ۱۶:۳۰ IRST (یوتی‌سی ۳:۳۰+)                                      | مطهری ۳۷' · قائدی ۷۳' | lineups ورزش سه فارس خلاصه بازی | احمدی '۱۸      | ورزشگاه: آزادی داور: علی‌اصغر مؤمنی |
| یادداشت: حنیف عمران‌زاده مربی تیم استقلال با کارت زرد جریمه شد. |                       |                                 |                |                                    |

| ۲۲ دی ۱۳۹۹ ۸                                                         | استقلال                                        | ۲–۲                             | پرسپولیس                                            | تهران                              |
| ۱۶:۳۵ IRST (یوتی‌سی ۳:۳۰+)                                            | مطهری ۲' · موسوی '۴۱ · غلامی '۵۵ · قائدی ۳+۹۰' | lineups ورزش سه فارس خلاصه بازی | عبدی ۵۱' · امیری ۶۶' · کنعانی‌زادگان '۷۶ · نعمتی '۸۱ | ورزشگاه: آزادی داور: رضا کرمانشاهی |
| یادداشت: محمود فکری سرمربی استقلال در دقیقه ۲۹ با کارت زرد جریمه شد. |                                                |                                 |                                                     |                                    |

| ۲۹ دی ۱۳۹۹ ۱۱             | تراکتور                                 | ۱–۳                             | استقلال                                                           | تبریز                                 |
| ۱۴:۳۰ IRST (یوتی‌سی ۳:۳۰+) | مهری '۵۳ · فخرالدینی '۶۳ · عباس‌زاده ۸۰' | lineups ورزش سه فارس خلاصه بازی | ریگی '۳۵ · شجاعیان '۳۶ · دیاباته ۳۸'، ۶۵' · قایدی ۶۰' · نادری '۸۱ | ورزشگاه: یادگار امام داور: بیژن حیدری |

| ۴ بهمن ۱۳۹۹ ۱۲            | استقلال                            | ۰–۱                             | سایپا                                                          | تهران                           |
| ۱۶:۴۵ IRST (یوتی‌سی ۳:۳۰+) | دانشگر '۳+۴۵ مهدی‌پور '۵۵ نادری '۸۰ | lineups ورزش سه فارس خلاصه بازی | اکبرمنادی '۴۳ · مالکی ۴۹' · جعفری '۷۶ · جلالی '۸۳ · ماهینی '۸۸ | ورزشگاه: آزادی داور: یاسر همرنگ |

| ۱۰ بهمن ۱۳۹۹ ۱۳           | نفت مسجدسلیمان                             | ۱–۱                             | استقلال                             | مسجدسلیمان                            |
| ۱۵:۰۰ IRST (یوتی‌سی ۳:۳۰+) | بلبلی '۲۲ حسینی '۳۲ (گل‌به‌خودی) انتظاری '۸۳ | lineups ورزش سه فارس خلاصه بازی | رضاوند '۵۵ · یزدانی '۶۷ · غفوری ۷۰' | ورزشگاه: بهنام محمدی داور: پیام حیدری |

| ۱۷ بهمن ۱۳۹۹ ۱۴           | استقلال                                                                       | ۱–۰                             | نساجی                      | تهران                               |
| ۱۷:۰۰ IRST (یوتی‌سی ۳:۳۰+) | دانشگر '۴۱ · مرادی '۵۹ · نادری '۶۹ · غفوری '۷۲ · اسماعیلی '۸۳ ۸۶' · قایدی '۸۹ | lineups ورزش سه فارس خلاصه بازی | داوران '۷۷ غلامعلی‌بیگی '۸۳ | ورزشگاه: آزادی داور: موعود بنیادی‌فر |

| ۲۵ بهمن ۱۳۹۹ ۱۵           | سپاهان                                              | ۲–۰                             | استقلال               | اصفهان                             |
| ۱۷:۱۰ IRTS (یوتی‌سی ۳:۳۰+) | شهباززاده ۱۴' · کریمی '۳۲ · رفیعی ۳۵' · نورافکن '۴۳ | lineups ورزش سه فارس خلاصه بازی | رضاوند '۳۴ یزدانی '۵۳ | ورزشگاه: نقش جهان داور: وحید کاظمی |

| ۱۱ اسفند ۱۳۹۹ ۱۶          | مس رفسنجان                               | ۱–۱                             | استقلال                  | رفسنجان                                |
| ۱۵:۰۰ IRST (یوتی‌سی ۳:۳۰+) | زاهدی ۱۵' · طرحانی '۳۸ · اسلامی خواه '۵۶ | lineups ورزش سه فارس خلاصه بازی | باقری ۵۲' · رضاوند '۵+۹۰ | ورزشگاه: شهدای مس داور: سعید رحیمی‌مقدم |

| ۱۶ اسفند ۱۳۹۹ ۱۷          | استقلال                                                      | ۱–۰                             | فولاد | تهران                                                      |
| ۱۷:۳۰ IRST (یوتی‌سی ۳:۳۰+) | قایدی '۳۲ · دانشگر '۱+۴۵ · مطهری ۸۲' (پنالتی) · مظاهری '۵+۹۰ | lineups ورزش سه فارس خلاصه بازی |       | ورزشگاه: آزادی داور: کمیل غلامی مرد مسابقه: سید احمد موسوی |

| ۲۷ اسفند ۱۳۹۹ ۱۸                                                      | ماشین‌سازی  | ۰–۲                                    | استقلال                                           | تبریز                                                            |
| ۱۶:۰۰ IRST (یوتی‌سی ۳:۳۰+)                                             | گردانی '۷۳ | lineups ورزش سه فارس خلاصه بازی گزارش] | نادری ۱۹' · مطهری ۴۲' · نادری '۵۳ · خادم‌پور '۴+۹۰ | ورزشگاه: قاسم سلیمانی داور: اشکان خورشیدی مرد مسابقه: مهدی قایدی |
| یادداشت: فرهاد مجیدی سرمربی استقلال در دقیقه ۳۸ با کارت زرد جریمه شد. |            |                                        |                                                   |                                                                  |

| ۱۴ فروردین ۱۴۰۰ ۱۹        | استقلال                             | ۰–۰                             | پیکان                  | تهران                                                     |
| ۱۸:۵۰ IRST (یوتی‌سی ۳:۳۰+) | دیاباته '۳۰ شجاعیان '۶۵ مرادمند '۷۷ | lineups ورزش سه فارس خلاصه بازی | پورامینی '۲۸ محمدی '۳۱ | ورزشگاه: آزادی داور: رضا کرمانشاهی مرد مسابقه: مسعود ریگی |

| ۱۹ فروردین ۱۴۰۰ ۲۰ | صنعت نفت | v | استقلال |  |

| نامشخص ۲۱ | استقلال | v | پدیده |  |

| ۱۹ اردیبهشت ۱۴۰۰ ۲۲       | استقلال    | ۰–۲                             | ذوب‌آهن                                                                             | تهران                                                |
| ۲۲:۱۵ IRST (یوتی‌سی ۳:۳۰+) | رضاوند '۲۴ | lineups ورزش سه فارس خلاصه بازی | محمدزاده ۷' · محمودآبادی '۱۵ · رنجبری '۴۵ · کاظمی '۵۱ · جهانی ۶۰' · سلطانی مهر '۷۵ | ورزشگاه: آزادی داور: رضا عادل مرد مسابقه: شهاب گردان |

| ۲۴ اردیبهشت ۱۴۰۰ ۲۳                                                                             | پرسپولیس                                                       | ۱–۰                             | استقلال                | تهران                                                       |
| ۲۰:۳۰ IRST (یوتی‌سی ۳:۳۰+)                                                                       | مغانلو '۳۰ · امیری '۵۲ · آل کثیر ۵۶' '۸۲ · لک '۶۵ · فرجی '۷+۹۰ | lineups ورزش سه فارس خلاصه بازی | یزدانی '۹۰ نادری '۷+۹۰ | ورزشگاه: آزادی داور: محمدرضا اکبریان مرد مسابقه: وحید امیری |
| یادداشت: بهزاد غلامپور مربی دروازبان های در دقیقه ۷+۹۰ با کارت قرمز داور از روی نیمکت اخراج شد. |                                                                |                                 |                        |                                                             |

| ۴ تیر ۱۴۰۰ ۲۴             | استقلال                                   | ۲–۰                             | گل گهر                            | تهران                                                             |
| ۲۱:۵۰ IRST (یوتی‌سی ۳:۳۰+) | مرادمند ۱۲' · مهدی پور ۱۹' · اسماعیلی '۸۷ | lineups ورزش سه فارس خلاصه بازی | منشا '۲۴ علیزاده '۷۰ سهرابیان '۹۰ | ورزشگاه: آزادی داور: محمد حسین زاهدی فر مرد مسابقه: مهدی مهدی پور |

| ۱۰ تیر ۱۴۰۰ ۲۵            | آلومینیوم | ۰–۰                             | استقلال      | اراک                                                             |
| ۲۰:۰۰ IRST (یوتی‌سی ۳:۳۰+) | احمدی '۸۰ | lineups ورزش سه فارس خلاصه بازی | اسماعیلی '۸۰ | ورزشگاه: امام خمینی داور: مهدی سیدعلی مرد مسابقه: سید حسین حسینی |

| ۱۵ تیر ۱۴۰۰ ۲۶            | استقلال                                                    | ۲–۱                             | تراکتور                                               | تهران                                                  |
| ۱۹:۱۵ IRST (یوتی‌سی ۳:۳۰+) | نادری '۷+۴۵ · محمدی '۵۵ (گل‌به‌خودی) · قایدی ۵۹' · غلامی '۷۳ | lineups ورزش سه فارس خلاصه بازی | عباس زاده '۳۷ · اخباری '۵۵ · سلامی '۱+۹۰ · اسدی ۲+۹۰' | ورزشگاه: آزادی داور: پیام حیدری مرد مسابقه: مهدی قایدی |

| ۱۹ تیر ۱۴۰۰ ۲۷            | سایپا                  | ۰–۲                             | استقلال                 | تهران                                                              |
| ۱۹:۵۰ IRST (یوتی‌سی ۳:۳۰+) | نیک خوی '۴۵ علیاری '۵۴ | lineups ورزش سه فارس خلاصه بازی | مطهری ۷۹' (پنالتی)، ۸۷' | ورزشگاه: دستگردی داور: مرتضی منصوریان مرد مسابقه: امیرارسلان مطهری |

| ۲۹ تیر ۱۴۰۰ ۲۸            | استقلال   | ۱–۰                                 | نفت م س               | تهران                                                           |
| ۲۱:۱۵ IRST (یوتی‌سی ۳:۳۰+) | خاقانی ۷' | lineups ورزش سه خبرورزشی خلاصه بازی | میرجوان '۶۵ حسینی '۷۴ | ورزشگاه: آزادی داور: محمد حسین ترابیان مرد مسابقه: سیاوش یزدانی |

| ۳ مرداد ۱۴۰۰ ۲۹                                                                   | نساجی                                                | ۱–۳ | استقلال                                                                               | قائم‌شهر                                                   |
| ۲۱:۱۵ IRST (یوتی‌سی ۳:۳۰+)                                                         | اسلامی ۱۷' · کلانتری '۲۳ · جانملکی '۳۸ · صادقی '۲+۹۰ |     | غفوری ۴+۴۵' (پنالتی)، ۵۱' · خادمپور '۶۱ · مظاهری '۷۱ · کریم زاده ۸۲' · مهدی پور '۵+۹۰ | ورزشگاه: وطنی داور: بیژن حیدری مرد مسابقه: متین کریم زاده |
| یادداشت: بابک مرادی در دقیقه ۷۱ با دریافت کارت قرمز از روی نیمکت ذخیره‌ها اخراج شد |                                                      |     |                                                                                       |                                                           |

| ۸ مرداد ۱۴۰۰ ۳۰           | استقلال                                               | ۱–۲                                 | سپاهان                                                                                     | تهران                                                   |
| ۲۱:۱۵ IRST (یوتی‌سی ۳:۳۰+) | یزدانی '۴۵ · غفوری '۶۹ · مرادمند '۷۲ · مهدی پور ۲+۹۰' | lineups ورزش سه خبرورزشی خلاصه بازی | محبی '۴۴ · ولیسیانی '۴۵ · میرزایی ۵۴' · اسماعیلی فر '۶۵ · شهباز زاده ۸۵' · کریمی '۸۱ '۱+۹۰ | ورزشگاه: آزادی داور: پیام حیدری مرد مسابقه: رضا میرزایی |

#### جایگاه در جدول
| رتبه | تیم          | بازی | برد | مساوی | باخت | گل زده | گل خورده | گل تفاضل | امتیاز | صعود یا سقوط                               |
| ---- | ------------ | ---- | --- | ----- | ---- | ------ | -------- | -------- | ------ | ------------------------------------------ |
| ۱    | پرسپولیس (ق) | ۳۰   | ۱۹  | ۱۰    | ۱    | ۴۷     | ۱۴       | ۳۳+      | ۶۷     | صعود به مرحله گروهی لیگ قهرمانان آسیا ۲۰۲۲ |
| ۲    | سپاهان       | ۳۰   | ۱۹  | ۸     | ۳    | ۵۳     | ۲۴       | ۲۹+      | ۶۵     | صعود به مرحله پلی‌آف لیگ قهرمانان آسیا ۲۰۲۲ |
| ۳    | استقلال      | ۳۰   | ۱۶  | ۸     | ۶    | ۳۶     | ۱۹       | ۱۷+      | ۵۶     | صعود به مرحله پلی‌آف لیگ قهرمانان آسیا ۲۰۲۲ |
| ۴    | تراکتور      | ۳۰   | ۱۲  | ۹     | ۹    | ۳۵     | ۲۹       | ۶+       | ۴۵     |                                            |
| ۵    | گل‌گهر        | ۳۰   | ۱۳  | ۶     | ۱۱   | ۳۳     | ۳۲       | ۱+       | ۴۵     |                                            |

#### دست‌آوردها در خانه و بیرون
| نتایج استقلال در لیگ برتر بر اساس ورزشگاه | نتایج استقلال در لیگ برتر بر اساس ورزشگاه | نتایج استقلال در لیگ برتر بر اساس ورزشگاه | نتایج استقلال در لیگ برتر بر اساس ورزشگاه | نتایج استقلال در لیگ برتر بر اساس ورزشگاه | نتایج استقلال در لیگ برتر بر اساس ورزشگاه | نتایج استقلال در لیگ برتر بر اساس ورزشگاه | نتایج استقلال در لیگ برتر بر اساس ورزشگاه | نتایج استقلال در لیگ برتر بر اساس ورزشگاه |
| مکان برگزاری                              | بازی                                      | برد                                       | مساوی                                     | شکست                                      | زده                                       | خورده                                     | تفاضل                                     | امتیاز                                    |
| ----------------------------------------- | ----------------------------------------- | ----------------------------------------- | ----------------------------------------- | ----------------------------------------- | ----------------------------------------- | ----------------------------------------- | ----------------------------------------- | ----------------------------------------- |
| در ورزشگاه آزادی                          | ۱۶                                        | ۹                                         | ۳                                         | ۴                                         | ۱۸                                        | ۱۰                                        | ۸+                                        | ۳۰                                        |
| در ورزشگاه‌های دیگر                        | ۱۴                                        | ۷                                         | ۵                                         | ۲                                         | ۱۶                                        | ۹                                         | ۷+                                        | ۲۶                                        |

آخرین بروزرسانی: ۳۰ تیر ۱۴۰۰

منبع: IPLstats Home
IPLstats Away

پ = پیروزی؛ ت = تساوی؛ ش = شکست؛ گ‌ز = گل زده؛ گ‌خ = گل خورده؛ ت‌گ = تفاضل گل

#### روند هفته به هفته
| هفته  | ۱ | ۲ | ۳ | ۴ | ۵ | ۶ | ۷ | ۸ | ۹ | ۱۰ | ۱۱ | ۱۲ | ۱۳ | ۱۴ | ۱۵ | ۱۶ | ۱۷ | ۱۸ | ۱۹ | ۲۰ | ۲۱ | ۲۲ | ۲۳ | ۲۴ | ۲۵ | ۲۶ | ۲۷ | ۲۸ | ۲۹ | ۳۰ |
| ----- | - | - | - | - | - | - | - | - | - | -- | -- | -- | -- | -- | -- | -- | -- | -- | -- | -- | -- | -- | -- | -- | -- | -- | -- | -- | -- | -- |
| زمین  | خ | م | خ | م | خ | م | م | م | خ | خ  | م  | خ  | م  | خ  | م  | م  | خ  | م  | خ  | خ  | م  | م  | خ  | خ  | م  | خ  | م  | خ  | م  | خ  |
| نتیجه | پ | ش | پ | ت | ت | پ | ت | پ | پ | ت  | پ  | ش  | ت  | پ  | ش  | ت  | پ  | پ  | ت  | ش  | ش  | پ  | پ  | پ  | ت  | پ  | پ  | پ  | پ  | ش  |
| وضعیت | ۴ | ۶ | ۲ | ۴ | ۳ | ۱ | ۲ | ۱ | ۱ | ۱  | ۱  | ۱  | ۱  | ۱  | ۳  | ۳  | ۳  | ۳  | ۳  | ۳  | ۵  | ۳  | ۳  | ۳  | ۳  | ۳  | ۳  | ۳  | ۳  | ۳  |

آخرین بروزرسانی: ۸ مرداد ۱۴۰۰.
منبع: IPLstats worldfootball

زمین: م = مهمان، خ = خانه. نتیجه: ت = تساوی، ش = شکست، پ = پیروزی.

- بازی‌ها براساس ترتیب برگزاری مرتب شده‌است.

### جام حذفی
| ۲۱ اسفند ۱۳۹۹ ۱/۱۶ نهایی                                    | پیکان                                          | ۱–۲                             | استقلال                                            | شهرقدس                                                          |
| ۱۷:۳۰ IRST (یوتی‌سی ۳:۳۰+)                                   | روستایی '۱۰ · عیدی '۱۵ · صالحی ۵۸' · محمدی '۶۰ | lineups ورزش سه فارس خلاصه بازی | دیاباته ۱۷' (پنالتی) · دانشگر '۳۴ ۳۸' · یزدانی '۵۱ | ورزشگاه: شهدای شهرقدس داور: حمید حاج ملک مرد مسابقه: محمد نادری |
| یادداشت: مهدی تارتار سرمربی تیم پیکان از داور کارت زرد گرفت |                                                |                                 |                                                    |                                                                 |

| ۲۹ اردیبهشت ۱۴۰۰ ۱/۸ نهایی | استقلال                       | ۲–۱                             | ذوب‌آهن                | تهران                                                          |
| ۱۹:۳۵ IRST (یوتی‌سی ۳:۳۰+) | اسماعیلی ۵۵'، ۶۶' · حسینی '۸۱ | lineups ورزش سه فارس خلاصه بازی | گردان '۵۵ · بیدوف ۶۳' | ورزشگاه: آزادی داور: موعود بنیادی‌فر مرد مسابقه: فرشید اسماعیلی |
| یادداشت: فرهاد مجیدی سرمربی استقلال در دقیقه ۸۱ با کارت زرد جریمه شد. فرشاد ماجدی مربی استقلال در دقیقه ۲+۹۰ با کارت زرد جریمه شد. |                               |                                 |                       |                                                                |

| ۲۴ تیر ۱۴۰۰ ۱/۴ نهایی                                                                                           | پرسپولیس             | ۰–۰ (۳–۴ پنالتی)                         | استقلال    | تهران                                                      |
| ۱۹:۴۵ IRST (یوتی‌سی ۳:۳۰+)                                                                                       | مغانلو '۲۳ نعمتی '۷۹ | lineups ورزش سه فارس خلاصه بازی          | مرادمند '۲ | ورزشگاه: آزادی داور: علیرضا فغانی مرد مسابقه: سیاوش یزدانی |
| | ضربات پنالتی         |                                          |            |                                                            |
| ترابی · کنعانی · آقایی · آل کثیر · عبدی ·                                                                       |                      | غفوری · اسماعیلی · مرادی · مطهری · قایدی |            |                                                            |
| یادداشت: ضربه پنالتی عبدی را سید حسین حسینی مهار کرد. استقلال با پیروزی در ضربات پنالتی به مرحله بعدی صعود کرد. |                      |                                          |            |                                                            |

| ۱۳ مرداد ۱۴۰۰ نیمه نهایی                                                             | استقلال                                                            | ۲–۱                             | گل گهر                                                  | تهران                                                  |
| ۱۹:۳۰                                                                                | دانشگر '۴۵ · غفوری ۷۴' (پنالتی) · غفوری ۸۲' (پنالتی) · حسینی '۴+۹۰ | lineups ورزش سه فارس خلاصه بازی | علیزاده '۱ · آقاجان‌پور '۴۵ · پورعلی ۵+۴۵' · زکی پور '۸۲ | ورزشگاه: آزادی داور: وحید کاظمی مرد مسابقه: وریا غفوری |
| یادداشت: سید حسین حسینی و محمد دانشگر با دریافت کارت زرد بازی فینال را از دست دادند. |                                                                    |                                 |                                                         |                                                        |

| ۱۷ مرداد ۱۴۰۰ فینال                   | فولاد                | ۰–۰ (۲–۴ پنالتی)                      | استقلال                        | اصفهان                                                     |
| ۲۰:۳۰                                 | آبشک '۸۱ نیک نفس '۹۶ | lineups ورزش سه فارس خلاصه بازی       | ریگی '۵ یزدانی '۸۵ مرادمند '۹۴ | ورزشگاه: نقش جهان داور: بیژن حیدری مرد مسابقه: زبیر نیک‌نفس |
|                                       | ضربات پنالتی         |                                       |                                |                                                            |
| موسوی · نیک نفس · انصاری · عبداله‌زاده |                      | غفوری · اسماعیلی · مهدی پور · شجاعیان |                                |                                                            |

### لیگ قهرمانان آسیا

#### مرحله گروهی
| ۲۷ فروردین ۱۴۰۰ گروهی ۱                                         | استقلال                                                         | ۵ – ۲            | الاهلی                                    | جده، عربستان سعودی                                                       |
| ۰۰:۴۵ IRST (یوتی‌سی ۳:۳۰+)                                       | اسماعیلی ۶' · نادری ۵۴' · قایدی ۶۷'، ۸۶' · دیاباته ۸۸' (پنالتی) | AFC ورزش سه فارس | السومه ۲۷' (پنالتی)، ۷۹' '۳۷ · المؤشر '۶۹ | ورزشگاه: زمین شماره دو ملک عبداله داور: احمد فیصل مرد مسابقه: مهدی قایدی |
| یادداشت: فرهاد مجیدی سرمربی استقلال در دقیقه ۴+۹۰ کارت زرد گرفت |                                                                 |                  |                                           |                                                                          |

| ۳۰ فروردین ۱۴۰۰ گروهی ۲   | الشرطه                              | ۰ – ۳            | استقلال                                                           | جده، عربستان سعودی                                                                |
| ۰۰:۴۵ IRST (یوتی‌سی ۳:۳۰+) | کاظم '۱۱ · الطمیمی '۸۵ · عامر '۳+۹۰ | AFC ورزش سه فارس | مرادمند '۲۶ · نادری ۴۴' · اسماعیلی ۵۵' · خاقانی '۶۱ · دیاباته ۶۵' | ورزشگاه: زمین شماره دو ملک عبداله داور: نایفون رویش جیمانی مرد مسابقه: آرش رضاوند |

| ۱ اردیبهشت ۱۴۰۰ گروهی ۳                                       | الدحیل                                           | ۴ – ۳            | استقلال                                   | جده، عربستان سعودی                                                          |
| ۲۲:۱۵ IRST (یوتی‌سی ۳:۳۰+)                                     | اولونگا ۱۰'، ۲۷'، ۸۵' · الاحرق ۴۳' · معز علی '۵۹ | AFC ورزش سه فارس | مطهری ۴' · دیاباته ۳۴' '۶۷ · اسماعیلی ۷۴' | ورزشگاه: زمین شماره دو ملک عبداله داور: احمد فیصل مرد مسابقه: مایکل اولونگا |
| یادداشت: فرهاد مجیدی سرمربی استقلال در دقیقه ۷۹ کارت زرد گرفت |                                                  |                  |                                           |                                                                             |

| ۵ اردیبهشت ۱۴۰۰ گروهی ۴ | استقلال                                            | ۲ – ۲            | الدحیل                                                | جده، عربستان سعودی                                                               |
| ۰۰:۴۵ IRST (یوتی‌سی ۳:۳۰+) | دیاباته ۲۷' (پنالتی) · قایدی '۵۷ ۶۱' · شجاعیان '۶۵ | AFC ورزش سه فارس | اولونگا ۳+۴۵' (پنالتی)، ۵۸' · الاحرق '۷۴ · الراوی '۷۹ | ورزشگاه: زمین شماره دو ملک عبدالله داور: محمد تقی الجعفری مرد مسابقه: مهدی قایدی |
| یادداشت: فرهاد مجیدی سرمربی استقلال در این بازی از نشستن بر روی نیمکت محروم بود شیخ دیاباته در دقیقه ۲+۹۰ به دلیل مصدومیت از بازی بیرون رفت و استقلال دقایق پایانی را ده نفره بازی کرد |                                                    |                  |                                                       |                                                                                  |

| ۸ اردیبهشت ۱۴۰۰ گروهی ۵   | الاهلی | ۰ – ۰            | استقلال | جده، عربستان سعودی                                                        |
| ۰۰:۴۵ IRST (یوتی‌سی ۳:۳۰+) |        | AFC ورزش سه فارس |         | ورزشگاه: زمین شماره دو ملک عبداله داور: ریوجی ساتو مرد مسابقه: وریا غفوری |

| ۱۰ اردیبهشت ۱۴۰۰ گروهی ۶  | استقلال                            | ۱ – ۰       | الشرطه                                                | جده، عربستان سعودی                                                               |
| ۲۲:۱۵ IRST (یوتی‌سی ۳:۳۰+) | دیاباته ۱۴' (پنالتی) · دیاباته '۲۰ | AFC ورزش سه | خضر علی '۱۹ محمد داوود '۲۱ فیاض '۲۲ قاسم '۸۵ ناطق '۸۸ | ورزشگاه: زمین شماره دو ملک عبداله داور: سیواکورن پو اودوم مرد مسابقه: وریا غفوری |

#### جایگاه در جدول و نتایج گروه
| رتبه | باشگاه  | بازی | برد | مساوی | باخت | زده | خورده | تفاضل | امتیاز |
| ---- | ------- | ---- | --- | ----- | ---- | --- | ----- | ----- | ------ |
| ۱    | استقلال | ۶    | ۳   | ۲     | ۱    | ۱۴  | ۸     | ۶+    | ۱۱     |
| ۲    | الدحیل  | ۶    | ۲   | ۳     | ۱    | ۱۱  | ۹     | ۲+    | ۹      |
| ۳    | الاهلی  | ۶    | ۲   | ۳     | ۱    | ۹   | ۸     | ۱     | ۹      |
| ۴    | الشرطه  | ۶    | ۱   | ۰     | ۵    | ۳   | ۱۲    | ۹−    | ۳      |

|         | استقلال | الدحیل | الاهلی | الشرطه |
| استقلال | —       | ۲–۲    | ۵–۲    | ۰–۱    |
| الدحیل  | ۳–۴     | —      | ۱–۱    | ۰–۲    |
| الاهلی  | ۰–۰     | ۱–۱    | —      | ۲–۱    |
| الشرطه  | ۳–۰     | ۲–۱    | ۳–۰    | —      |

## آمار

### عملکرد کلی تیم در فصل
| رقابت             | اولین بازی      | آخرین بازی | شروع دور         | آمار | آمار | آمار | آمار | آمار | آمار | آمار | آمار  |
| رقابت             | اولین بازی      | آخرین بازی | شروع دور         | بازی | ب    | ت    | ش    | گ‌ز   | گ‌خ   | ت‌گ   | % برد |
| ----------------- | --------------- | ---------- | ---------------- | ---- | ---- | ---- | ---- | ---- | ---- | ---- | ----- |
| لیگ برتر          | ۱۷ آبان ۱۳۹۹    | ۱۴۰۰       | هفته ۱           | ۲۲   | ۱۰   | ۷    | ۵    | ۲۳   | ۱۵   | ۸+   | ۰۴۵   |
| جام حذفی          | ۲۱ اسفند ۱۳۹۹   |            | یک شانزدهم نهایی | ۲    | ۲    | ۰    | ۰    | ۴    | ۲    | ۲+   | ۱۰۰   |
| لیگ قهرمانان آسیا | ۲۶ فروردین ۱۴۰۰ |            | مرحله گروهی      | ۶    | ۳    | ۲    | ۱    | ۱۴   | ۸    | ۶+   | ۰۵۰   |
| مجموع             | مجموع           | مجموع      | مجموع            | ۳۰   | ۱۵   | ۹    | ۶    | ۴۱   | ۲۵   | ۱۶+  | ۰۵۰   |

منبع: رقابت‌ها

### نمایش بازیکنان
| نمایش کلی بازیکنان استقلال در فصل ۱۴۰۰–۱۳۹۹ | نمایش کلی بازیکنان استقلال در فصل ۱۴۰۰–۱۳۹۹ | نمایش کلی بازیکنان استقلال در فصل ۱۴۰۰–۱۳۹۹ | نمایش کلی بازیکنان استقلال در فصل ۱۴۰۰–۱۳۹۹ | نمایش کلی بازیکنان استقلال در فصل ۱۴۰۰–۱۳۹۹ | نمایش کلی بازیکنان استقلال در فصل ۱۴۰۰–۱۳۹۹ | نمایش کلی بازیکنان استقلال در فصل ۱۴۰۰–۱۳۹۹ | نمایش کلی بازیکنان استقلال در فصل ۱۴۰۰–۱۳۹۹ | نمایش کلی بازیکنان استقلال در فصل ۱۴۰۰–۱۳۹۹ | نمایش کلی بازیکنان استقلال در فصل ۱۴۰۰–۱۳۹۹ | نمایش کلی بازیکنان استقلال در فصل ۱۴۰۰–۱۳۹۹ | نمایش کلی بازیکنان استقلال در فصل ۱۴۰۰–۱۳۹۹ | نمایش کلی بازیکنان استقلال در فصل ۱۴۰۰–۱۳۹۹ | نمایش کلی بازیکنان استقلال در فصل ۱۴۰۰–۱۳۹۹ | نمایش کلی بازیکنان استقلال در فصل ۱۴۰۰–۱۳۹۹ | نمایش کلی بازیکنان استقلال در فصل ۱۴۰۰–۱۳۹۹ | نمایش کلی بازیکنان استقلال در فصل ۱۴۰۰–۱۳۹۹ |
| شماره                                       | پُست                                         | بازیکنان                                    | لیگ برتر                                    | لیگ برتر                                    | لیگ برتر                                    | جام حذفی                                    | جام حذفی                                    | جام حذفی                                    | لیگ قهرمانان آسیا                           | لیگ قهرمانان آسیا                           | لیگ قهرمانان آسیا                           | مجموع                                       | مجموع                                       | مجموع                                       | کارت                                        | کارت                                        |
| شماره                                       | پُست                                         | بازیکنان                                    | بازی                                        | زمان                                        | کارت زرد                                    | بازی                                        | زمان                                        | کارت زرد                                    | بازی                                        | زمان                                        | کارت زرد                                    | بازی                                        | زمان                                        | کارت زرد                                    | کارت زرد دوم و اخراج                        | کارت قرمز مستقیم                            |
| ------------------------------------------- | ------------------------------------------- | ------------------------------------------- | ------------------------------------------- | ------------------------------------------- | ------------------------------------------- | ------------------------------------------- | ------------------------------------------- | ------------------------------------------- | ------------------------------------------- | ------------------------------------------- | ------------------------------------------- | ------------------------------------------- | ------------------------------------------- | ------------------------------------------- | ------------------------------------------- | ------------------------------------------- |
| ۱                                           | دروازه‌بان                                   | حسین حسینی                                  | ۴                                           | ۳۶۰                                         | ۰                                           | ۰                                           | ۰                                           | ۰                                           | ۰                                           | ۰                                           | ۰                                           | ۴                                           | ۳۶۰                                         | ۰                                           |                                             |                                             |
| ۲                                           | مدافع                                       | محمد نادری                                  | ۱۳                                          | ۹۹۲                                         | ۴                                           | ۱                                           | ۹۰                                          | ۰                                           | ۴                                           | ۲۳۸                                         | ۰                                           | ۱۸                                          | ۱۳۲۰                                        | ۴                                           |                                             |                                             |
| ۳                                           | مدافع                                       | محمدحسین مرادمند                            | ۱۵                                          | ۱۱۸۳                                        | ۲                                           | ۰                                           | ۰                                           | ۰                                           | ۴                                           | ۲۸۴                                         | ۱                                           | ۱۹                                          | ۱۴۶۷                                        | ۳                                           |                                             |                                             |
| ۴                                           | مدافع                                       | سیاوش یزدانی                                | ۷                                           | ۵۳۰                                         | ۲                                           | ۱                                           | ۹۰                                          | ۱                                           | ۶                                           | ۴۵۲                                         | ۰                                           | ۱۴                                          | ۱۰۷۲                                        | ۳                                           |                                             |                                             |
| ۵                                           | مدافع                                       | عارف غلامی                                  | ۱۲                                          | ۹۶۲                                         | ۲                                           | ۱                                           | ۴                                           | ۰                                           | ۵                                           | ۳۸۴                                         | ۰                                           | ۱۸                                          | ۱۳۵۰                                        | ۲                                           |                                             |                                             |
| ۶                                           | هافبک                                       | مسعود ریگی                                  | ۱۴                                          | ۱۰۸۲                                        | ۲                                           | ۱                                           | ۹۰                                          | ۰                                           | ۶                                           | ۳۷۳                                         | ۰                                           | ۲۱                                          | ۱۵۴۵                                        | ۲                                           |                                             |                                             |
| ۷                                           | مهاجم                                       | شیخ دیاباته                                 | ۸                                           | ۴۴۹                                         | ۰                                           | ۱                                           | ۶۲                                          | ۰                                           | ۶                                           | ۳۵۷                                         | ۱                                           | ۱۵                                          | ۸۶۸                                         | ۱                                           |                                             |                                             |
| ۸                                           | هافبک                                       | فرشید اسماعیلی                              | ۱۳                                          | ۸۳۹                                         | ۲                                           | ۱                                           | ۹۰                                          | ۰                                           | ۵                                           | ۳۹۱                                         | ۰                                           | ۱۹                                          | ۱۳۲۰                                        | ۲                                           |                                             |                                             |
| ۹                                           | هافبک                                       | مهدی مهدی‌پور                                | ۱۳                                          | ۹۱۵                                         | ۲                                           | ۱                                           | ۲۸                                          | ۰                                           | ۵                                           | ۳۱۴                                         | ۰                                           | ۱۹                                          | ۱۲۵۷                                        | ۲                                           |                                             |                                             |
| ۱۰                                          | مهاجم                                       | مهدی قایدی                                  | ۱۸                                          | ۱۵۰۶                                        | ۲                                           | ۱                                           | ۸۶                                          | ۰                                           | ۶                                           | ۵۱۳                                         | ۱                                           | ۲۵                                          | ۲۱۰۵                                        | ۳                                           |                                             |                                             |
| ۱۱                                          | هافبک                                       | داریوش شجاعیان                              | ۱۱                                          | ۵۱۱                                         | ۳                                           | ۰                                           | ۰                                           | ۰                                           | ۴                                           | ۱۳۵                                         | ۱                                           | ۱۵                                          | ۶۴۶                                         | ۴                                           |                                             |                                             |
| ۱۲                                          | دروازه‌بان                                   | محمدرشید مظاهری                             | ۱۴                                          | ۱۲۶۰                                        | ۲                                           | ۱                                           | ۹۰                                          | ۰                                           | ۶                                           | ۵۴۰                                         | ۰                                           | ۲۱                                          | ۱۸۹۰                                        | ۲                                           |                                             |                                             |
| ۱۴                                          | هافبک                                       | فرشید باقری                                 | ۱۰                                          | ۴۱۹                                         | ۱                                           | ۰                                           | ۰                                           | ۰                                           | ۰                                           | ۰                                           | ۰                                           | ۱۰                                          | ۴۱۹                                         | ۱                                           |                                             |                                             |
| ۱۵                                          | مدافع                                       | سینا خادم‌پور                                | ۱                                           | ۵                                           | ۱                                           | ۰                                           | ۰                                           | ۰                                           | ۰                                           | ۰                                           | ۰                                           | ۱                                           | ۵                                           | ۱                                           |                                             |                                             |
| ۱۷                                          | مهاجم                                       | آرمان رمضانی                                | ۰                                           | ۰                                           | ۰                                           | ۰                                           | ۰                                           | ۰                                           | ۳                                           | ۲۳                                          | ۰                                           | ۳                                           | ۲۳                                          | ۰                                           |                                             |                                             |
| ۲۰                                          | مدافع                                       | احمد موسوی                                  | ۱۳                                          | ۷۹۵                                         | ۱                                           | ۱                                           | ۵۲                                          | ۰                                           | ۴                                           | ۱۲۲                                         | ۰                                           | ۱۸                                          | ۹۶۹                                         | ۱                                           |                                             |                                             |
| ۲۱                                          | مدافع                                       | وریا غفوری                                  | ۱۶                                          | ۱۳۸۵                                        | ۱                                           | ۱                                           | ۹۰                                          | ۰                                           | ۶                                           | ۴۶۵                                         | ۰                                           | ۲۳                                          | ۱۹۴۰                                        | ۱                                           |                                             |                                             |
| ۲۲                                          | هافبک                                       | بابک مرادی                                  | ۸                                           | ۳۷۲                                         | ۱                                           | ۱                                           | ۲۸                                          | ۰                                           | ۲                                           | ۴۳                                          | ۰                                           | ۱۱                                          | ۴۴۳                                         | ۱                                           |                                             |                                             |
| ۲۷                                          | مدافع                                       | متین کریم‌زاده                               | ۹                                           | ۸۷                                          | ۰                                           | ۰                                           | ۰                                           | ۰                                           | ۰                                           | ۰                                           | ۰                                           | ۹                                           | ۸۷                                          | ۰                                           |                                             |                                             |
| ۳۲                                          | مهاجم                                       | سجاد آقایی                                  | ۱                                           | ۱۱                                          | ۰                                           | ۰                                           | ۰                                           | ۰                                           | ۰                                           | ۰                                           | ۰                                           | ۱                                           | ۱۱                                          | ۰                                           |                                             |                                             |
| ۳۳                                          | مدافع                                       | هروویه میلیچ                                | ۷                                           | ۴۵۲                                         | ۰                                           | ۰                                           | ۰                                           | ۰                                           | ۶                                           | ۳۹۲                                         | ۰                                           | ۱۳                                          | ۸۴۴                                         | ۰                                           |                                             |                                             |
| ۴۲                                          | مهاجم                                       | فردین رابط                                  | ۳                                           | ۲۴                                          | ۰                                           | ۰                                           | ۰                                           | ۰                                           | ۰                                           | ۰                                           | ۰                                           | ۳                                           | ۲۴                                          | ۰                                           |                                             |                                             |
| ۶۶                                          | هافبک                                       | سعید مهری                                   | ۰                                           | ۰                                           | ۰                                           | ۰                                           | ۰                                           | ۰                                           | ۴                                           | ۱۳۱                                         | ۰                                           | ۴                                           | ۱۳۱                                         | ۰                                           |                                             |                                             |
| ۷۰                                          | مدافع                                       | محمد دانشگر                                 | ۱۶                                          | ۱۰۴۳                                        | ۴                                           | ۱                                           | ۹۰                                          | ۱                                           | ۰                                           | ۰                                           | ۰                                           | ۱۷                                          | ۱۱۳۳                                        | ۵                                           |                                             |                                             |
| ۷۱                                          | مهاجم                                       | محمدحسین فلاح                               | ۳                                           | ۲۱                                          | ۰                                           | ۰                                           | ۰                                           | ۰                                           | ۰                                           | ۰                                           | ۰                                           | ۳                                           | ۲۱                                          | ۰                                           |                                             |                                             |
| ۷۲                                          | مهاجم                                       | امیرارسلان مطهری                            | ۱۸                                          | ۱۴۲۳                                        | ۱                                           | ۱                                           | ۳۸                                          | ۰                                           | ۵                                           | ۳۶۲                                         | ۰                                           | ۲۴                                          | ۱۸۲۳                                        | ۱                                           |                                             |                                             |
| ۷۹                                          | هافبک                                       | سبحان خاقانی                                | ۴                                           | ۱۶۰                                         | ۰                                           | ۰                                           | ۰                                           | ۰                                           | ۲                                           | ۴۶                                          | ۱                                           | ۶                                           | ۲۰۶                                         | ۱                                           |                                             |                                             |
| ۸۸                                          | هافبک                                       | آرش رضاوند                                  | ۱۶                                          | ۱۰۳۸                                        | ۶                                           | ۱                                           | ۶۲                                          | ۰                                           | ۶                                           | ۳۷۶                                         | ۰                                           | ۲۳                                          | ۱۴۷۶                                        | ۶                                           |                                             |                                             |
|                                             |                                             |                                             |                                             |                                             |                                             |                                             |                                             |                                             |                                             |                                             |                                             |                                             |                                             |                                             |                                             |                                             |
|                                             |                                             |                                             |                                             |                                             |                                             |                                             |                                             |                                             |                                             |                                             |                                             |                                             |                                             |                                             |                                             |                                             |
|                                             |                                             |                                             |                                             |                                             |                                             |                                             |                                             |                                             |                                             |                                             |                                             |                                             |                                             |                                             |                                             |                                             |

اعداد آبی رنگ: تعداد حضور در ترکیب اصلی استقلال
منبع: IPLstats Esteghlal TEH - IPLstats Matches played
تاریخ به روز رسانی: ۱۷ اردیبهشت ۱۴۰۰

### گل‌زن‌ها
| گل‌زن‌های استقلال در فصل ۱۴۰۰–۱۳۹۹ | گل‌زن‌های استقلال در فصل ۱۴۰۰–۱۳۹۹ | گل‌زن‌های استقلال در فصل ۱۴۰۰–۱۳۹۹ | گل‌زن‌های استقلال در فصل ۱۴۰۰–۱۳۹۹ | گل‌زن‌های استقلال در فصل ۱۴۰۰–۱۳۹۹ | گل‌زن‌های استقلال در فصل ۱۴۰۰–۱۳۹۹ | گل‌زن‌های استقلال در فصل ۱۴۰۰–۱۳۹۹ |
| #                                | پُست                              | بازیکنان                         | لیگ برتر                         | جام حذفی                         | لیگ قهرمانان                     | جمع                              |
| -------------------------------- | -------------------------------- | -------------------------------- | -------------------------------- | -------------------------------- | -------------------------------- | -------------------------------- |
|                                  | مهاجم                            | شیخ دیاباته                      | ۲                                | ۱ (۱)                            | ۵ (۳)                            | ۸                                |
|                                  | مهاجم                            | مهدی قایدی                       | ۶                                | ۰                                | ۳                                | ۹                                |
|                                  | مهاجم                            | امیرارسلان مطهری                 | ۷ (۱)                            | ۰                                | ۱                                | ۸                                |
|                                  | هافبک                            | فرشید اسماعیلی                   | ۱                                | ۲                                | ۳                                | ۶                                |
|                                  | مدافع                            | وریا غفوری                       | ۴ (۲)                            | ۰                                | ۰                                | ۴                                |
|                                  | مدافع                            | محمد نادری                       | ۱                                | ۰                                | ۲                                | ۳                                |
|                                  | مدافع                            | محمد دانشگر                      | ۱                                | ۱                                | ۰                                | ۲                                |
|                                  | مدافع                            | هروویه میلیچ                     | ۱                                | ۰                                | ۰                                | ۱                                |
|                                  | مدافع                            | احمد موسوی                       | ۱                                | ۰                                | ۰                                | ۱                                |
|                                  | هافبک                            | سبحان خاقانی                     | ۱                                | ۰                                | ۰                                | ۱                                |
|                                  | هافبک                            | فرشید باقری                      | ۱                                | ۰                                | ۰                                | ۱                                |
|                                  | هافبک                            | آرمان رمضانی                     | ۱                                | ۰                                | ۰                                | ۱                                |
| جمع                              | جمع                              | جمع                              | ۲۳ (۳)                           | ۴ (۱)                            | ۱۴ (۳)                           | ۴۱                               |

شادی گل قایدی در برابر الاهلی، (شادی گل برتر هفته اول ACL)

اعداد آبی رنگ: تعداد گلهای زده شده از نقطه پنالتی
منبع: گزارش بازی‌ها

### پاس گل
| پاس گل‌های استقلال در فصل ۱۴۰۰–۱۳۹۹ | پاس گل‌های استقلال در فصل ۱۴۰۰–۱۳۹۹ | پاس گل‌های استقلال در فصل ۱۴۰۰–۱۳۹۹ | پاس گل‌های استقلال در فصل ۱۴۰۰–۱۳۹۹ | پاس گل‌های استقلال در فصل ۱۴۰۰–۱۳۹۹ | پاس گل‌های استقلال در فصل ۱۴۰۰–۱۳۹۹ | پاس گل‌های استقلال در فصل ۱۴۰۰–۱۳۹۹ | پاس گل‌های استقلال در فصل ۱۴۰۰–۱۳۹۹ |
| #                                  | پُست                                | بازیکنان                           | لیگ برتر                           | جام حذفی                           | لیگ قهرمانان                       | جمع                                | گرفتن پنالتی                       |
| ---------------------------------- | ---------------------------------- | ---------------------------------- | ---------------------------------- | ---------------------------------- | ---------------------------------- | ---------------------------------- | ---------------------------------- |
|                                    | مهاجم                              | مهدی قایدی                         | ۵                                  | ۱                                  | ۱                                  | ۷                                  | ۴                                  |
|                                    | هافبک                              | فرشید اسماعیلی                     | ۲                                  | ۰                                  | ۲                                  | ۴                                  | ۱                                  |
|                                    | مهاجم                              | امیرارسلان مطهری                   | ۱                                  | ۰                                  | ۳                                  | ۴                                  | ۱                                  |
|                                    | هافبک                              | بابک مرادی                         | ۲                                  | ۰                                  | ۰                                  | ۲                                  |                                    |
|                                    | هافبک                              | مهدی مهدی‌پور                       | ۱                                  | ۰                                  | ۰                                  | ۱                                  |                                    |
|                                    | مدافع                              | وریا غفوری                         | ۱                                  | ۰                                  | ۱                                  | ۲                                  | ۱                                  |
|                                    | مهاجم                              | شیخ دیاباته                        | ۱                                  | ۰                                  | ۰                                  | ۱                                  | ۲                                  |
|                                    | مدافع                              | محمد نادری                         | ۰                                  | ۱                                  | ۰                                  | ۱                                  |                                    |
|                                    | هافبک                              | آرش رضاوند                         | ۰                                  | ۱                                  | ۱                                  | ۲                                  |                                    |
|                                    | مدافع                              | احمد موسوی                         | ۰                                  | ۰                                  | ۱                                  | ۱                                  |                                    |
|                                    | مدافع                              | هروویه میلیچ                       | ۰                                  | ۰                                  | ۰                                  | ۰                                  | ۱                                  |
| جمع                                | جمع                                | جمع                                | ۱۳                                 | ۳                                  | ۹                                  | ۲۶                                 | ۱۰                                 |

- از مجموع ده پنالتی اعلام شده در این فصل سه ضربه پنالتی گل نشده‌است.

تاریخ به روز رسانی: ۱۱ اردیبهشت ۱۴۰۰
منبع: گزارش بازی‌ها

### رتبه هفتگی استقلال در جدول

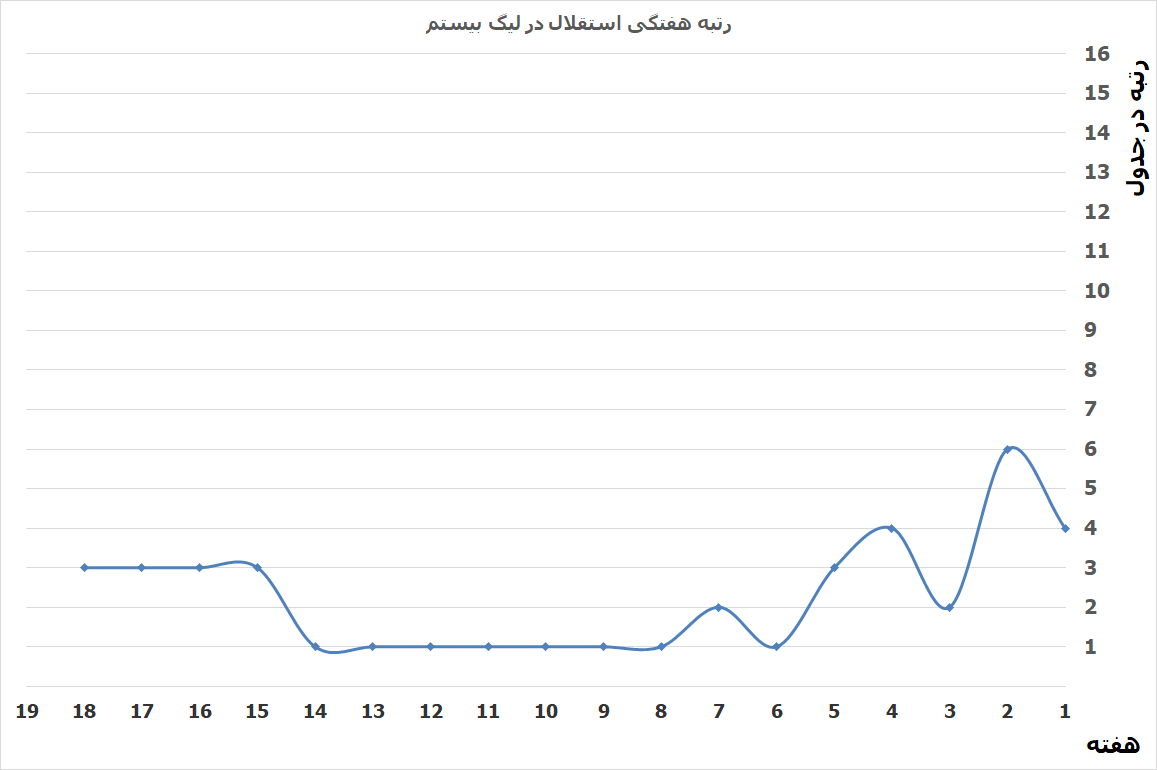

### عملکرد مربیان
| عنوان بازیها      | بازی | برد | مساوی | باخت | گل‌زده | گل‌خورده | تفاضل | درصد برد |
| ----------------- | ---- | --- | ----- | ---- | ----- | ------- | ----- | -------- |
| محمود فکری        |      |     |       |      |       |         |       |          |
| لیگ برتر          | ۱۶   | ۷   | ۶     | ۳    | ۱۹    | ۱۲      | ۷     | ۴۴٪      |
| فرهاد مجیدی       |      |     |       |      |       |         |       |          |
| لیگ برتر          | ۶    | ۳   | ۱     | ۲    | ۴     | ۳       | ۱     | ۵۰٪      |
| جام حذفی          | ۲    | ۲   | ۰     | ۰    | ۲     | ۱       | ۱     | ۱۰۰٪     |
| لیگ قهرمانان      | ۶    | ۳   | ۲     | ۱    | ۱۴    | ۸       | ۶     | ۵۰٪      |
| جمع عملکرد مربیان |      |     |       |      |       |         |       |          |
| محمود فکری        | ۱۶   | ۷   | ۶     | ۳    | ۱۹    | ۱۲      | ۷     | ۴۴٪      |
| فرهاد مجیدی       | ۱۴   | ۸   | ۳     | ۳    | ۲۰    | ۱۱      | ۹     | ۵۷٪      |

### گل‌های لیگ برتر بر حسب شش بازه زمانی
| نیمه     | بازه زمانی     | گل زده | نیمه     | بازه زمانی     | گل خورده |
| -------- | -------------- | ------ | -------- | -------------- | -------- |
| نیمه اول | ۱۵ دقیقه اول   | ۴      | نیمه اول | ۱۵ دقیقه اول   | ۳        |
| نیمه اول | ۱۵ دقیقه دوم   | ۱      | نیمه اول | ۱۵ دقیقه دوم   | ۰        |
| نیمه اول | ۱۵ دقیقه سوم   | ۴      | نیمه اول | ۱۵ دقیقه سوم   | ۲        |
| نیمه اول | اضافی نیمه اول | ۰      | نیمه اول | اضافی نیمه اول | ۰        |
|          | جمع نیمه اول   | ۹      |          | جمع نیمه اول   | ۵        |
| نیمه دوم | ۱۵ دقیقه چهارم | ۶      | نیمه دوم | ۱۵ دقیقه چهارم | ۴        |
| نیمه دوم | ۱۵ دقیقه پنجم  | ۴      | نیمه دوم | ۱۵ دقیقه پنجم  | ۲        |
| نیمه دوم | ۱۵ دقیقه ششم   | ۲      | نیمه دوم | ۱۵ دقیقه ششم   | ۴        |
| نیمه دوم | اضافی نیمه دوم | ۲      | نیمه دوم | اضافی نیمه دوم | ۰        |
|          | جمع نیمه دوم   | ۱۴     |          | جمع نیمه دوم   | ۱۰       |

منبع: IPLstats Goals for/against

### عملکرد دروازه‌بان‌ها
|       |             | لیگ برتر | لیگ برتر | لیگ برتر | جام حذفی | جام حذفی | جام حذفی | لیگ قهرمانان | لیگ قهرمانان | لیگ قهرمانان | مجموع | مجموع   | مجموع |
| رتبه  | نام         | بازی     | گل‌خورده  | ک‌ش       | بازی     | گل‌خورده  | ک‌ش       | بازی         | گل‌خورده      | ک‌ش           | بازی  | گل‌خورده | ک‌ش    |
| ----- | ----------- | -------- | -------- | -------- | -------- | -------- | -------- | ------------ | ------------ | ------------ | ----- | ------- | ----- |
| ۱     | رشید مظاهری | ۱۷       | ۱۱       | ۹        | ۱        | ۱        | ۰        | ۶            | ۸            | ۳            | ۲۴    | ۲۰      | ۱۲    |
| ۲     | حسین حسینی  | ۶        | ۴        | ۳        | ۱        | ۱        | ۰        | ۰            | ۰            | ۰            | ۷     | ۵       | ۳     |
| مجموع | مجموع       | ۲۳       | ۱۵       | ۱۲       | ۲        | ۲        | ۰        | ۶            | ۸            | ۳            | ۳۱    | ۲۵      | ۱۵    |

### کاپیتان‌های فصل
| کاپیتان‌های استقلال در فصل۱۴۰۰–۱۳۹۹ | کاپیتان‌های استقلال در فصل۱۴۰۰–۱۳۹۹ | کاپیتان‌های استقلال در فصل۱۴۰۰–۱۳۹۹ | کاپیتان‌های استقلال در فصل۱۴۰۰–۱۳۹۹ | کاپیتان‌های استقلال در فصل۱۴۰۰–۱۳۹۹ | کاپیتان‌های استقلال در فصل۱۴۰۰–۱۳۹۹ |
| رده                                | نام                                | لیگ برتر                           | جام حذفی                           | لیگ قهرمانان                       | جمع                                |
| ---------------------------------- | ---------------------------------- | ---------------------------------- | ---------------------------------- | ---------------------------------- | ---------------------------------- |
| ۱                                  | وریا غفوری                         | ۱۹                                 | ۲                                  | ۵ (۱)                              | ۲۵                                 |
| ۲                                  | فرشید باقری                        | ۱ (۲)                              | ۰                                  | ۰                                  | ۱                                  |
| ۳                                  | داریوش شجاعیان                     | ۱                                  | ۰                                  | ۰                                  | ۱                                  |
| ۴                                  | فرشید اسماعیلی                     | ۰ (۴)                              | ۰                                  | ۱                                  | ۱                                  |
| ۵                                  | مهدی قایدی                         | ۱                                  | ۰                                  | ۰ (۱)                              | ۱                                  |
| ۶                                  | مسعود ریگی                         | ۰                                  | ۰                                  | ۰ (۲)                              | ۰                                  |

* عددهای آبی رنگ: نشان دهنده دفعاتی است که آن بازیکن پس از تعویض کاپیتان اول، کاپیتان شده‌است و این کاپیتانی‌ها در ستون جمع محاسبه نشده‌است.

## گزارش تصویری
| هفته | تاریخ بازی       | شهر               | لینک اول                                | لینک دوم |
| ۱    | ۱۷ آبان ۱۳۹۹     | تهران، ایران      | گزارش تصویری استقلال ۲–۰ مس رفسنجان     | لینک دوم |
| ۲    | ۳۰ آبان ۱۳۹۹     | اهواز، ایران      | گزارش تصویری فولاد ۲–۱ استقلال          | لینک دوم |
| ۳    | ۵ آذر ۱۳۹۹       | تهران، ایران      | گزارش تصویری استقلال ۱–۰ ماشین سازی     | لینک دوم |
| ۴    | ۱۱ آذر ۱۳۹۹      | شهرقدس، ایران     | گزارش تصویری پیکان ۰–۰ استقلال          | لینک دوم |
| ۵    | ۱۷ آذر ۱۳۹۹      | تهران، ایران      | گزارش تصویری استقلال ۱–۱ صنعت نفت       | لینک دوم |
| ۶    | ۲۳ آذر ۱۳۹۹      | مشهد، ایران       | گزارش تصویری شهرخودرو ۰–۲ استقلال       | لینک دوم |
| ۷    | ۲۸ آذر ۱۳۹۹      | اصفهان، ایران     | گزارش تصویری ذوب‌آهن ۰–۰ استقلال         | لینک دوم |
| ۸    | ۲۲ دی ۱۳۹۹       | تهران، ایران      | گزارش تصویری استقلال ۲–۲ پرسپولیس       | لینک دوم |
| ۹    | ۱۰ دی ۱۳۹۹       | سیرجان، ایران     | گزارش تصویری گل‌گهر ۱–۲ استقلال          | لینک دوم |
| ۱۰   | ۱۵ دی ۱۳۹۹       | تهران، ایران      | گزارش تصویری استقلال ۲–۰ آلومینیوم اراک | لینک دوم |
| ۱۱   | ۲۹ دی ۱۳۹۹       | تبریز، ایران      | گزارش تصویری ل تراکتور ۱–۳ استقلال      | لینک دوم |
| ۱۲   | ۴ بهمن ۱۳۹۹      | تهران، ایران      | گزارش تصویری استقلال ۱–۰ سایپا          | لینک دوم |
| ۱۳   | ۱۰ بهمن ۱۳۹۹     | مسجدسلیمان، ایران | گزارش تصویری نفت م.س ۱–۱ استقلال        | لینک دوم |
| ۱۴   | ۱۷ بهمن ۱۳۹۹     | تهران، ایران      | گزارش تصویری استقلال ۱–۰ نساجی          | لینک دوم |
| ۱۵   | ۲۵ بهمن ۱۳۹۹     | اصفهان، ایران     | گزارش تصویری سپاهان ۲–۰ استقلال         | لینک دوم |
| ۱۶   | ۱۱ اسفند ۱۳۹۹    | رفسنجان، ایران    | گزارش تصویری مس رفسنجان ۱–۱ استقلال     | لینک دوم |
| ۱۷   | ۱۶ اسفند ۱۳۹۹    | تهران، ایران      | گزارش تصویری استقلال ۱–۰ فولاد          | لینک دوم |
| ۱۸   | ۲۷ اسفند ۱۳۹۹    | تبریز، ایران      | گزارش تصویری ماشین سازی ۰–۲ استقلال     | لینک دوم |
| ۱۹   | ۱۴ فروردین ۱۴۰۰  | تهران، ایران      | گزارش تصویری استقلال ۰–۰ پیکان          | لینک دوم |
| ۲۰   | ۳ خرداد ۱۴۰۰     | آبادان، ایران     | گزارش تصویری صنعت نفت ۰–۱ استقلال       | لینک دوم |
| ۲۱   | ۳۱ خرداد ۱۴۰۰    | تهران، ایران      | گزارش تصویری استقلال ۲–۰ شهرخودرو       | لینک دوم |
| ۲۲   | ۱۹ اردیبهشت ۱۴۰۰ | تهران، ایران      | گزارش تصویری استقلال ۰–۲ ذوب‌آهن         | لینک دوم |
| ۲۳   | ۲۴ اردیبهشت ۱۴۰۰ | تهران، ایران      | گزارش تصویری پرسپولیس ۱–۰ استقلال       | لینک دوم |
| ۲۴   | ۴ تیر ۱۴۰۰       | تهران، ایران      | گزارش تصویری استقلال ۲–۰ گل گهر         | لینک دوم |
| ۲۵   | ۱۰ تیر ۱۴۰۰      | اراک، ایران       | گزارش تصویری آلومینیوم ۰–۰ استقلال      | لینک دوم |
| ۲۶   | ۱۵ تیر ۱۴۰۰      | تهران، ایران      | گزارش تصویری استقلال ۲–۱ تراکتور        | لینک دوم |
| ۲۷   | ۱۹ تیر ۱۴۰۰      | تهران، ایران      | گزارش تصویری سایپا ۰–۲ استقلال          | لینک دوم |
| ۲۸   | ۲۹ تیر ۱۴۰۰      | تهران، ایران      | گزارش تصویری استقلال ۱–۰ نفت م.س        | لینک دوم |
| ۲۹   | ۳ مرداد ۱۴۰۰     | قائم‌شهر، ایران    | گزارش تصویری نساجی ۱–۳ استقلال          | لینک دوم |
| ۳۰   | ۸ مرداد ۱۴۰۰     | تهران، ایران      | گزارش تصویری استقلال ۱–۲ سپاهان         | لینک دوم |

| مرحله      | تاریخ بازی       | شهر           | لینک اول                                  | لینک دوم |
| ۱/۱۶ نهایی | ۲۱ اسفند ۱۳۹۹    | شهرقدس، ایران | گزارش تصویری پیکان ۱–۲ استقلال            | لینک دوم |
| ۱/۸ نهایی  | ۲۹ اردیبهشت ۱۴۰۰ | تهران، ایران  | گزارش تصویری استقلال ۲–۱ ذوب‌آهن           | لینک دوم |
| ۱/۴ نهایی  | ۲۴ تیر ۱۴۰۰      | تهران، ایران  | گزارش تصویری پرسپولیس (۳) ۰–۰ (۴) استقلال | لینک دوم |
| نیمه‌نهایی  | ۱۳ مرداد ۱۴۰۰    | تهران، ایران  | گزارش تصویری استقلال ۲–۱ گل گهر           | لینک دوم |
| فینال      | ۱۷ مرداد ۱۴۰۰    | اصفهان، ایران | گزارش تصویری استقلال (۲) ۰–۰ (۴) فولاد    | لینک دوم |

| مرحله | تاریخ بازی       | شهر          | لینک اول                        | لینک دوم |
| گروهی | ۲۷ فروردین ۱۴۰۰  | جده، عربستان | گزارش تصویری استقلال ۵–۲ الاهلی | لینک دوم |
| گروهی | ۳۰ فروردین ۱۴۰۰  | جده، عربستان | گزارش تصویری الشرطه ۰–۳ استقلال | لینک دوم |
| گروهی | ۱ اردیبهشت ۱۴۰۰  | جده، عربستان | گزارش تصویری الدحیل ۴–۳ استقلال | لینک دوم |
| گروهی | ۵ اردیبهشت ۱۴۰۰  | جده، عربستان | گزارش تصویری استقلال ۲–۲ الدحیل | لینک دوم |
| گروهی | ۸ اردیبهشت ۱۴۰۰  | جده، عربستان | گزارش تصویری الاهلی ۰–۰ استقلال | لینک دوم |
| گروهی | ۱۰ اردیبهشت ۱۴۰۰ | جده، عربستان | گزارش تصویری استقلال ۱–۰ الشرطه | لینک دوم |

## مصدومان فصل
| مصدومان استقلال در فصل ۱۴۰۰–۱۳۹۹ | مصدومان استقلال در فصل ۱۴۰۰–۱۳۹۹ | مصدومان استقلال در فصل ۱۴۰۰–۱۳۹۹ | مصدومان استقلال در فصل ۱۴۰۰–۱۳۹۹ | مصدومان استقلال در فصل ۱۴۰۰–۱۳۹۹ | مصدومان استقلال در فصل ۱۴۰۰–۱۳۹۹ |
| رده                              | نام                              | بازی                             | تاریخ مصدومیت                    | تاریخ پایان مصدومیت              | نوع مصدومیت                      |
| -------------------------------- | -------------------------------- | -------------------------------- | -------------------------------- | -------------------------------- | -------------------------------- |
| ۱                                | سیاوش یزدانی                     | تمرین تیم                        | ۲۴ آبان ۱۳۹۹                     | ۱۰ دی ۱۳۹۹                       | همسترینگ پا                      |
| ۲                                | رضا آذری                         | هوادار (دوستانه)                 | ۲۳ خرداد ۱۳۹۹                    | ۳ آذر ۱۳۹۹                       | رباط صلیبی                       |
| ۳                                | فرشید اسماعیلی                   | فولاد                            | ۳۰ آبان ۱۳۹۹                     | ۱۹ آذر ۱۳۹۹                      |                                  |
| ۴                                | شیخ دیاباته                      | تمرین تیم                        | ۹ آذر ۱۳۹۹                       | ۱۰ دی ۱۳۹۹                       | عضله دوقلوی پای چپ               |
| ۵                                | مسعود ریگی                       | پیکان                            | ۱۱ آذر ۱۳۹۹                      | ۲۵ آذر ۱۳۹۹                      | در رفتگی کتف                     |
| ۶                                | وریا غفوری                       | تمرین تیم                        | ۱۴ آذر ۱۳۹۹                      | ۲۷ آذر ۱۳۹۹                      | کیست مینیسک پا                   |
| ۷                                | محمد نادری                       | شهرخودرو                         | ۲۳ آذر ۱۳۹۹                      | ۲۰ دی ۱۳۹۹                       | کشیدگی همسترینگ                  |
| ۸                                | سبحان خاقانی                     | گل‌گهر سیرجان                     | ۱۰ دی ۱۳۹۹                       |                                  | پیچ خوردگی مچ پا                 |
| ۹                                | احمد موسوی                       | پرسپولیس                         | ۲۲ دی ۱۳۹۹                       | ۵ بهمن ۱۳۹۹                      | ساق پا                           |
| ۱۰                               | محمدحسین مرادمند                 | تراکتور                          | ۲۹ دی ۱۳۹۹                       | ۱۵ بهمن ۱۳۹۹                     | کشیدگی همسترینگ                  |
| ۱۱                               | داریوش شجاعیان                   | تمرین تیم                        | ۲۱ بهمن ۱۳۹۹                     | ۲۷ اسفند ۱۳۹۹                    |                                  |

تاریخ به روز رسانی: ۲۷ اسفند ۱۳۹۹

## ورزش‌های دیگر
استقلال در ابتدای این فصل و از مرداد ۱۳۹۹ مجدداً دست به تشکیل تیم کشتی آزاد زد و در بیستمین دوره لیگ برتر کشتی آزاد ایران نیز حاضر شد. تیم استقلال در گروه الف این مسابقات در کنار تیم‌های دانشگاه آزاد اسلامی، پالایش نفت کرمانشاه، هیئت کشتی گلستان و شهرداری بجنورد قرار گرفت.
استقلال در پایان مرحله گروهی به عنوان صدرنشین گروه صعود کرد. در ادامه این رقابت‌ها در مرحله نیمه‌نهایی با برتری مقابل هیئت کشتی قائمشهر به فینال این مسابقات صعود کرد.
استقلال در دیدار پایانی نتوانست حریف بازار بزرگ ایران شود و با نتیجه ۷ بر ۳ نتیجه را واگذار کرد. در این دیدار استقلال با ترکیب کامل بر روی تشک نرفت و دو جای خالی در ترکیب استقلال وجود داشت. دیدار پایانی با حواشی فراوانی برای تیم استقلال همراه بود؛ رضا یزدانی مربی این تیم فدراسیون کشتی را به حمایت از تیم رقیب متهم کرد و افزود فدراسیون نمی‌خواست تیم کشتی استقلال قهرمان شود.